# 8. Juni
Der 8. Juni ist der 159. Tag des Gregorianischen Kalenders (der 160. in Schaltjahren), somit bleiben 206 Tage bis zum Jahresende.

## Ereignisse

### Politik und Weltgeschehen
- 0068: Der am 3. April zum römischen Kaiser ausgerufene Galba wird durch Senatsbeschluss offiziell im Amt bestätigt.
- 0218: Der römische Kaiser Elagabal schlägt seinen Vorgänger Macrinus in einer Schlacht bei Antiochia am Orontes.
- 0301: Chinesische Rebellen, die sich gegen den selbsternannten Kaiser Sima Lun stellen, erobern die Hauptstadt Luoyang und zwingen den Usurpator, sich selbst zu vergiften.
- 0793: Das Inselkloster von Lindisfarne wird von den Wikingern überfallen. Es handelt sich um den ersten Wikingerüberfall auf die Heptarchie in England.
- 1509: Die belagerte Stadt Pisa muss wegen der Hungersnot in ihren Mauern vor den florentinischen Truppen kapitulieren.
- 1776: In der Schlacht von Trois-Rivières vereiteln die Briten im Amerikanischen Unabhängigkeitskrieg einen Gegenangriff der amerikanischen Armee.

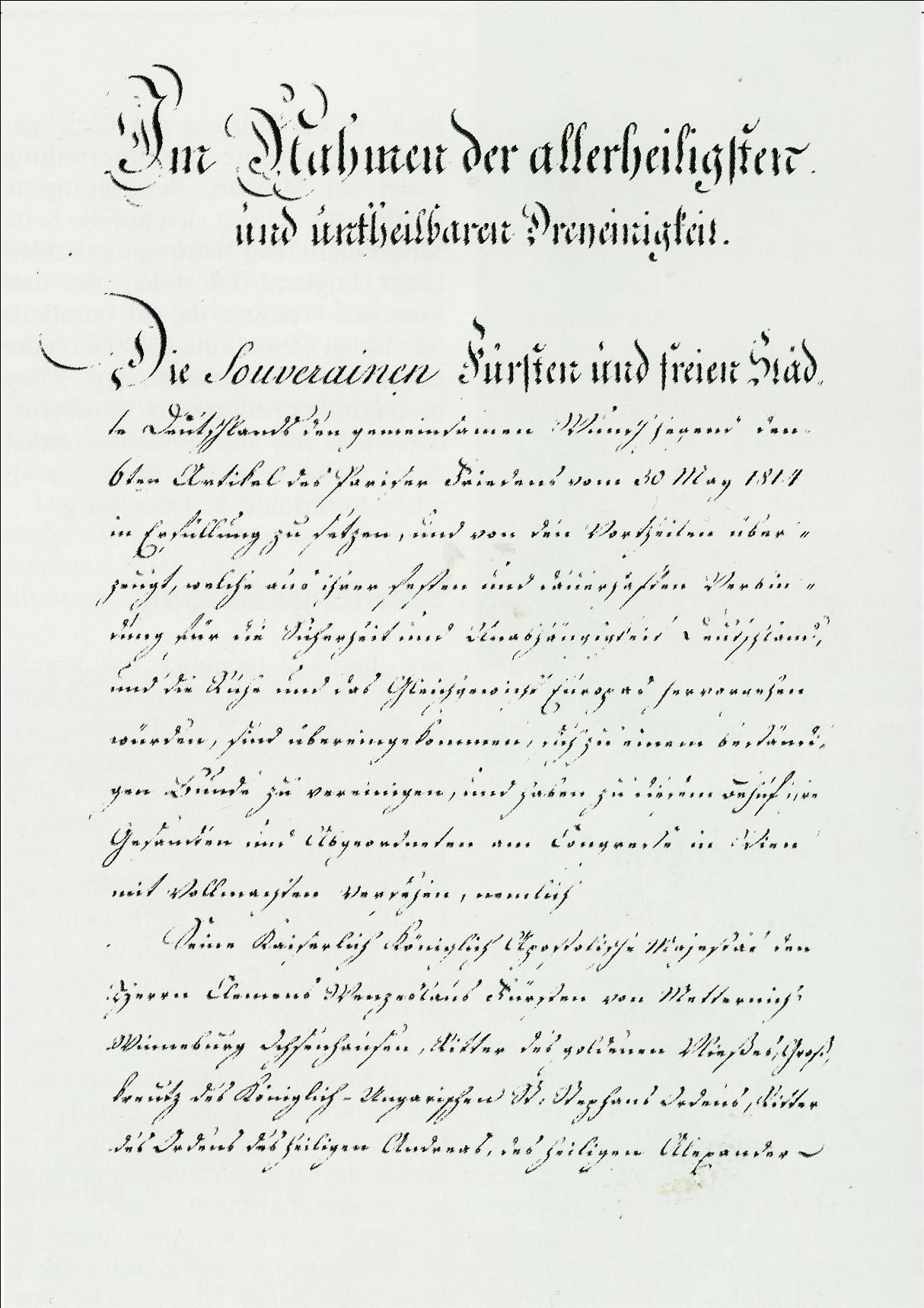
1815: Erste Seite der Bundesakte

- 1815: Mit Unterzeichnung der Deutschen Bundesakte auf dem Wiener Kongress wird der Deutsche Bund gegründet.
- 1820: Die Wiener Schlussakte tritt als gleichwertiges zweites Bundesgrundgesetz neben der Bundesakte in Kraft.
- 1866: Das Parlament der Provinz Kanada findet sich zu seiner ersten Sitzung im Gebäude auf dem Parliament Hill in Ottawa ein.

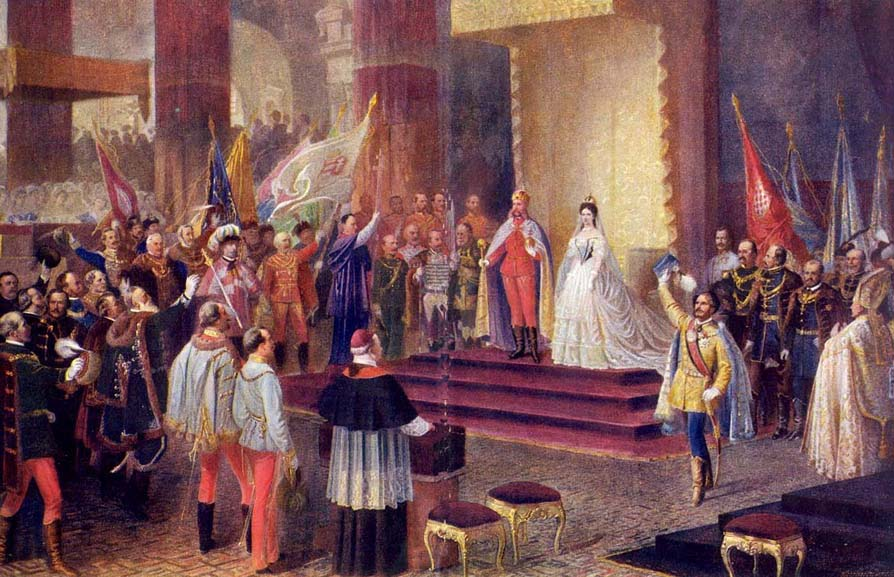
1867: Krönung von Franz Joseph und Elisabeth

- 1867: Mit der feierlichen Krönung von Kaiser Franz Joseph I. und seiner Frau Elisabeth zum ungarischen Königspaar findet der Österreichisch-Ungarische Ausgleich einen festlichen Abschluss.
- 1873: Ein Ferman des Sultans Abdülaziz gewährt Ägypten unter seinem Khediven Ismail Pascha fast völlige Autonomie.
- 1886: Die auf Initiative des liberalen Premierministers William Ewart Gladstone eingebrachte erste Home Rule Bill, die eine beschränkte Selbstverwaltung Irlands innerhalb des Vereinigten Königreichs vorsieht, wird vom Unterhaus mehrheitlich abgelehnt.

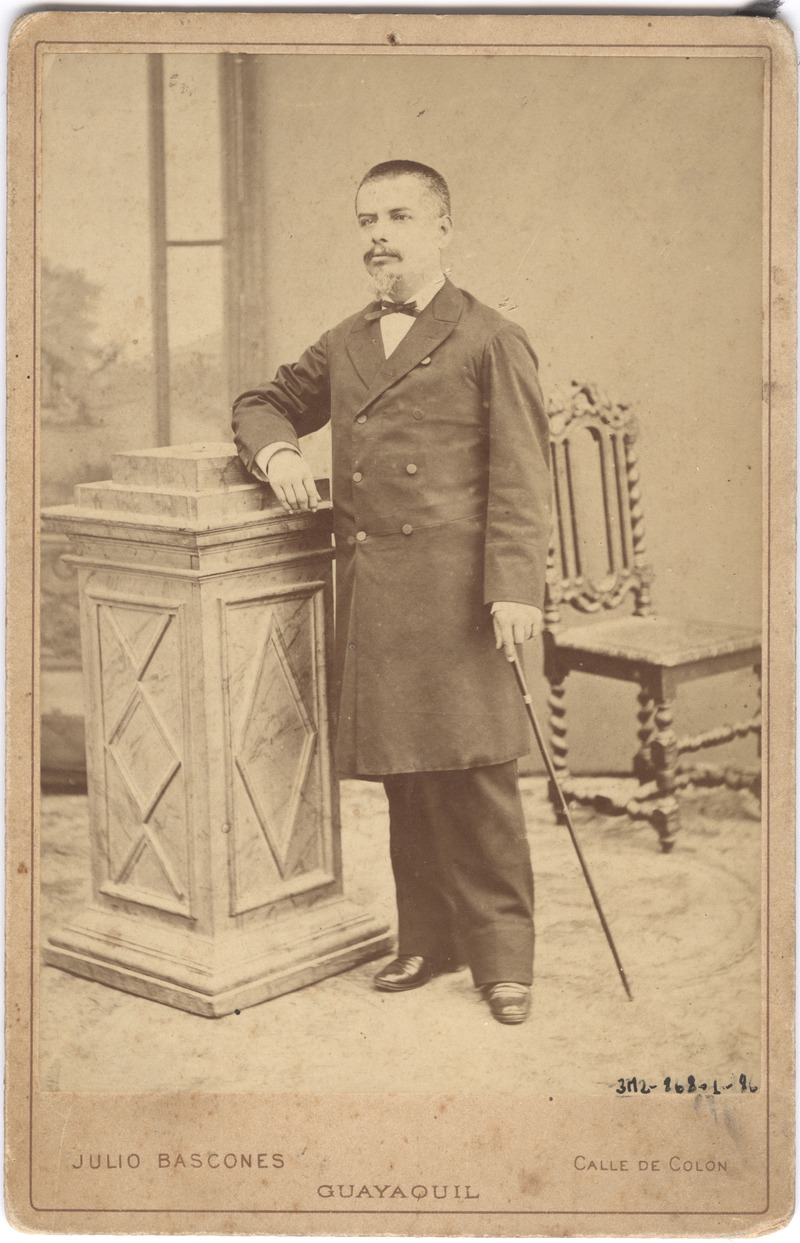
1895: Eloy Alfaro

- 1895: Nach mehreren erfolglosen Aufständen putscht sich der liberale Politiker Eloy Alfaro in Ecuador an die Macht und läutet damit das Zeitalter der Liberalen Revolution ein.
- 1930: Carol II., vier Jahre zuvor von der Thronfolge ausgeschlossen, wird durch Annullierung dieses Gesetzes König Rumäniens.
- 1945: General Dwight D. Eisenhower erklärt, dass das Fraternisierungsverbot für amerikanische Soldaten in Deutschland sich nicht auf Kinder erstrecke.
- 1967: Beim Angriff israelischer Kampfflugzeuge auf das US-amerikanische Spionageschiff Liberty werden 34 Navy-Angehörige getötet.
- 1972: Im Vietnamkrieg wird während eines Napalm-Angriffs der südvietnamesischen Armee auf das Dorf Trảng Bàng die berühmte Fotografie The Terror of War aufgenommen, die das Mädchen Kim Phuc bei ihrer Flucht aus dem Ort zeigt. Die Urheberschaft des Photographen Nick Út ist heute umstritten.
- 1977: In Genf werden die zwei Zusatzprotokolle zu den vier Genfer Konventionen verabschiedet.
- 1986: Kurt Waldheim gewinnt die Stichwahl gegen Kurt Steyrer um das Amt des österreichischen Bundespräsidenten. Die während des Wahlkampfs losgetretene Waldheim-Affäre wirkt sich auf seine gesamte Amtszeit aus.
- 1986: Die Polizei schließt den Hamburger Kessel. Die Aktion zählt zu den am meisten kritisierten Polizeieinsätzen in der Bundesrepublik Deutschland.
- 1990: Bei den ersten freien Parlamentswahlen seit 1946 in der Tschechoslowakei siegt nach dem Ende der kommunistischen Herrschaft die Bürgerrechtsbewegung.
- 2003: In Polen stimmen in einem Referendum 77 Prozent der Wähler für den Beitritt zur EU.

### Wirtschaft
- 1886: Der Schweizer Julius Maggi erfindet eine Würzsauce, die nach ihm benannte Maggi-Würze.
- 1912: Carl Laemmle gründet mit anderen Gesellschaftern die Universal Film Manufacturing Company, aus der die Filmproduktionsgesellschaft Universal Studios hervorgeht.

### Wissenschaft und Technik

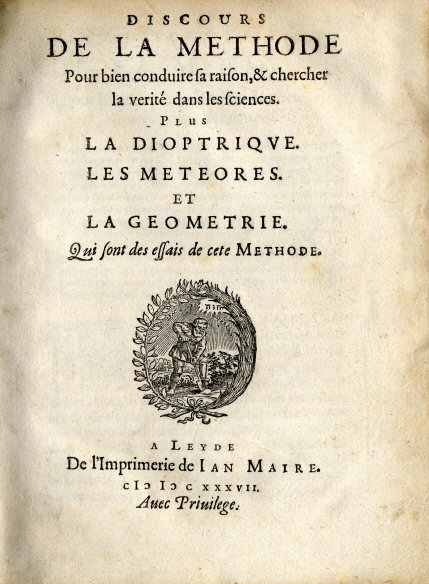
1637: Discours de la méthode, Erstausgabe

- 1637: Der Discours de la méthode des französischen Philosophen René Descartes erscheint in Leiden.
- 1921: Der Zeppelin LZ 121 Nordstern absolviert seine Jungfernfahrt.
- 1948: Der Porsche 356 Nr. 1 Roadster, das erste Fahrzeug, das den Namen Porsche trägt, erhält von der Kärntner Landesbaudirektion seine Einzelgenehmigung und startet zu seiner Jungfernfahrt.
- 1966: Eines der beiden Überschall-Versuchsflugzeuge des Typs North American XB-70 Valkyrie stößt bei einem Fototermin mit einer F-104 Starfighter zusammen und stürzt ab.
- 1975: Die Sowjetunion startet mit Venera 9 eine zweite Generation von Raumsonden zur Erforschung des Planeten Venus. Sie bestehen aus einem Orbiter und einem Lander, die zunächst in eine Umlaufbahn gebracht werden.
- 1995: Der dänische Informatiker Rasmus Lerdorf veröffentlicht die erste Version der Programmiersprache PHP, die der Erstellung dynamischer Webseiten oder Webanwendungen dient.
- 2004: Der Venustransit, ein seltenes astronomisches Ereignis, findet statt.

### Kultur
- 1787: An der Pariser Opéra feiert die Oper Tarare von Antonio Salieri auf einen Text von Pierre Augustin Caron de Beaumarchais bei ihrer Uraufführung einen beispiellosen Erfolg.

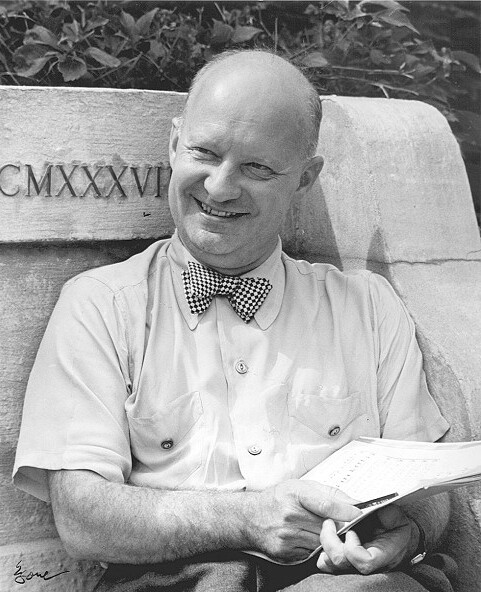
1929: Paul Hindemith

- 1929: An der Krolloper in Berlin erfolgt die Uraufführung der komischen Oper Neues vom Tage von Paul Hindemith mit dem Libretto von Marcellus Schiffer.
- 1937: Die szenische Kantate Carmina Burana von Carl Orff wird mit Erfolg an der Oper in Frankfurt am Main uraufgeführt. Die mittellateinischen und mittelhochdeutschen Texte stammen aus den gleichnamigen mittelalterlichen Lied- und Dramentexten.
- 1949: George Orwells dystopischer Roman 1984 erscheint in London.
- 1957: Die lyrische Tragödie Bluthochzeit von Wolfgang Fortner nach dem gleichnamigen Drama von Federico García Lorca wird in Köln uraufgeführt.
- 1966: Peter Handkes Publikumsbeschimpfung wird unter der Regie von Claus Peymann im Theater am Turm in Frankfurt am Main uraufgeführt.

### Gesellschaft
- 1799: Die französische Malerin Adélaïde Labille-Guiard heiratet als 50-Jährige ihren Jugendfreund, den Maler François-André Vincent.

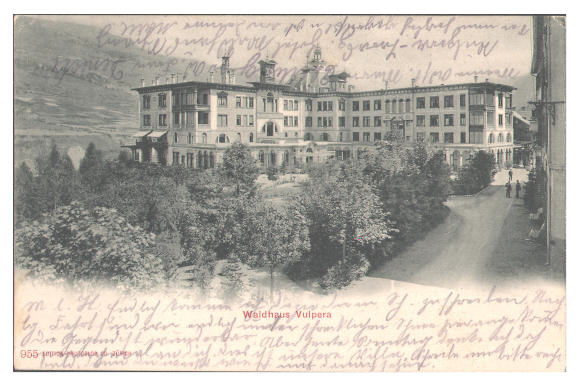
1897: Waldhaus Vulpera

- 1897: Das Hotel Waldhaus Vulpera, das größte seiner Art in Scuol-Tarasp-Vulpera in den Schweizer Alpen und Vorbild für Friedrich Dürrenmatts Roman Durcheinandertal, wird eröffnet.
- 1922: Alexander I., der König der Serben, Kroaten und Slowenen, und Maria von Rumänien schließen die Ehe.
- 1930: Das U-Boot-Ehrenmal Möltenort wird eingeweiht.

### Religion
- 0632: Mohammed, der Begründer des Islam, stirbt im Alter von 61 Jahren in Medina. Die Todesnachricht löst im Ort große Verwirrung aus. Der Tod des Propheten ist für manche unvorstellbar. Sein Leichnam wird deswegen einen Tag lang vernachlässigt.

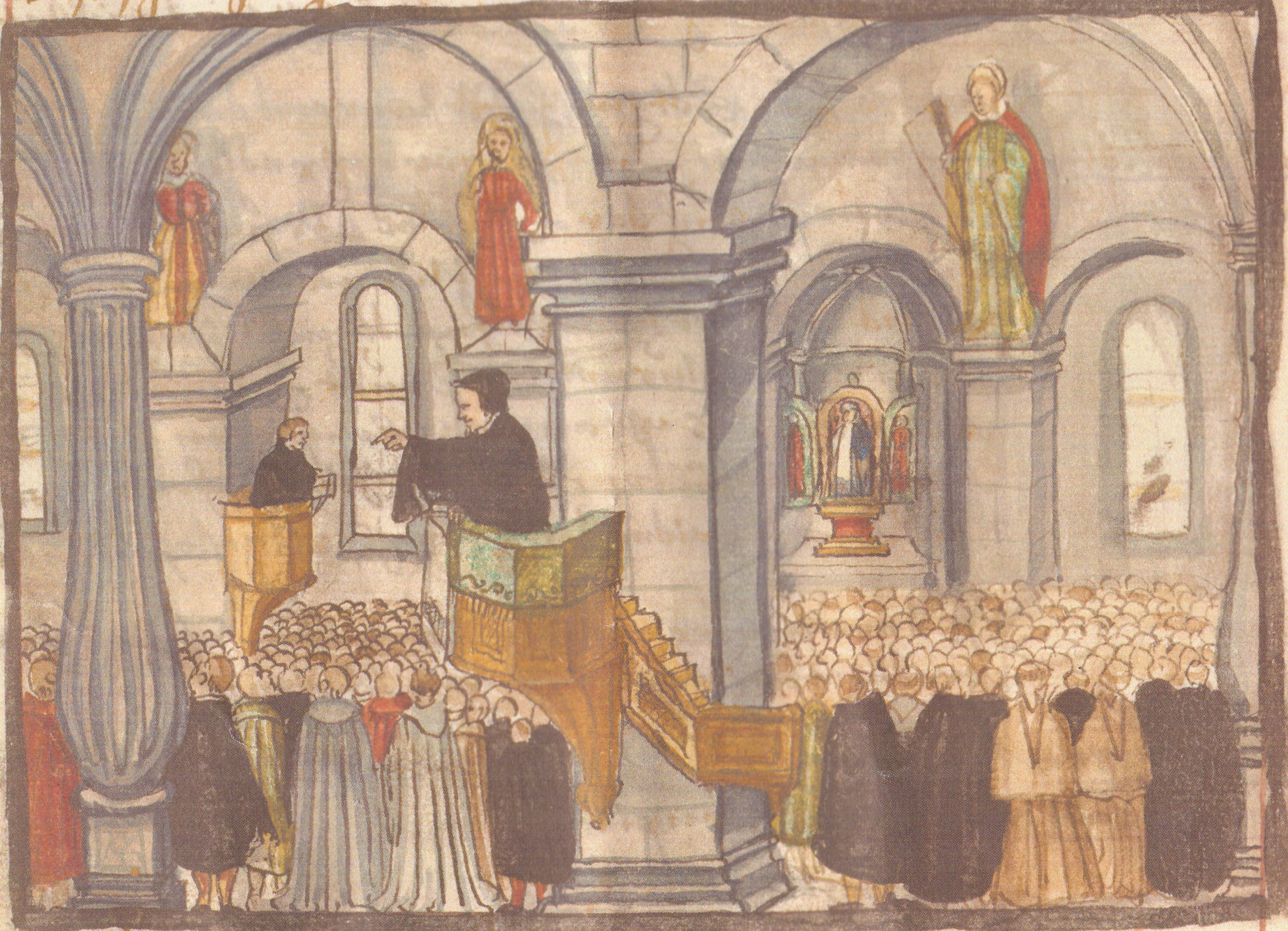
1526: Die Badener Disputation

- 1526: In der Schweiz geht die Badener Disputation zu Ende. Die katholische Seite mit ihrem Wortführer Johannes Eck setzt sich gegenüber reformatorischen Argumenten, die Johannes Oekolampad und Berchtold Haller als Vertreter Huldrych Zwinglis vorbringen, durch. Neun Stände der Tagsatzung entscheiden sich für den alten, vier für den neuen Glauben.

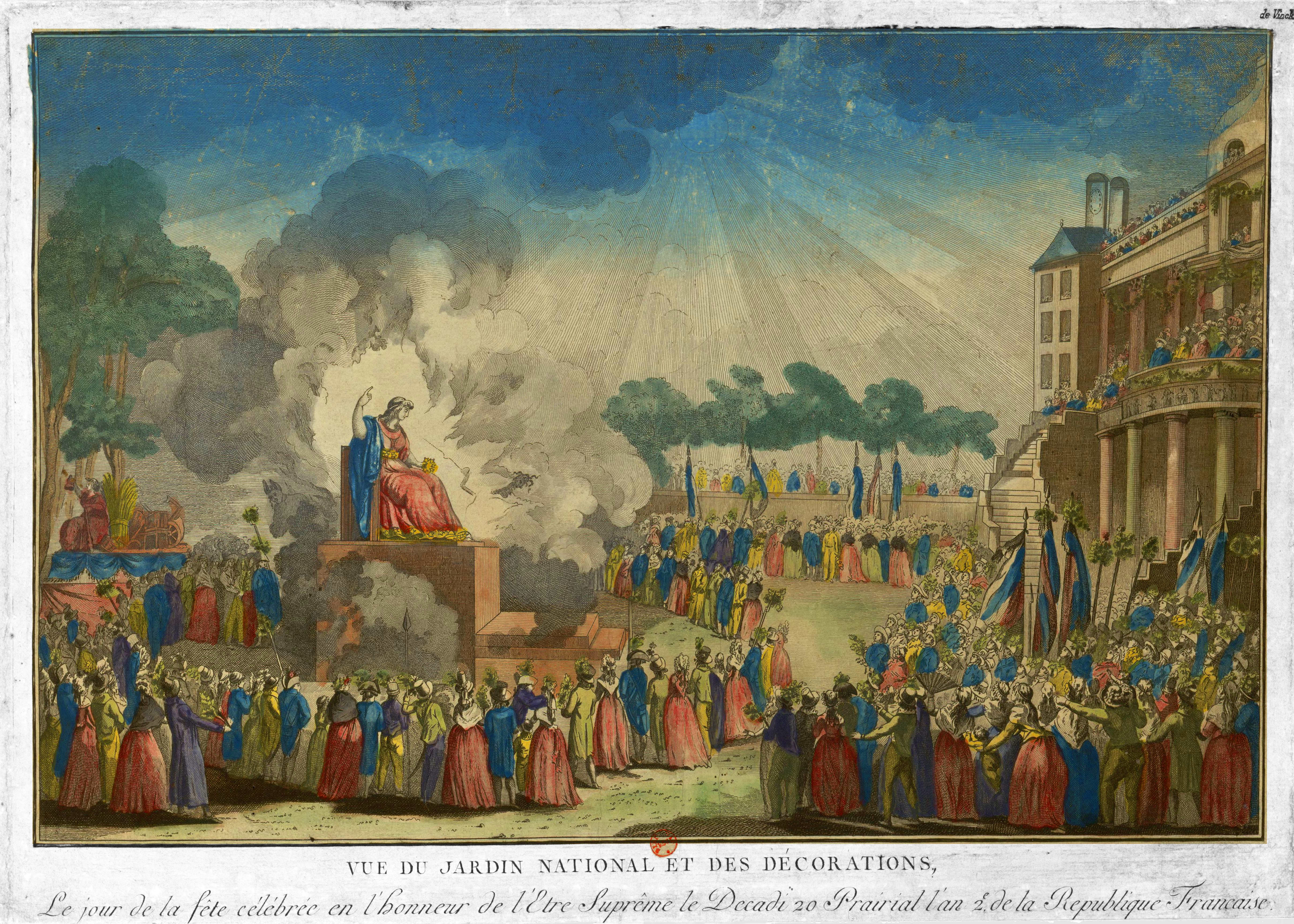
1794: Fest des Höchsten Wesens in den Tuilerien

- 1794: Maximilien de Robespierre leitet in Frankreich die offiziellen Veranstaltungen zum Fest des höchsten Wesens in den Tuilerien und auf dem Marsfeld. Der Kult soll die christliche Religion ersetzen.

### Katastrophen
- 1783: Der Vulkan Laki auf Island bricht aus. Infolge des Ausbruchs, aber vor allem aufgrund der folgenden gravierenden Klimaveränderungen und einer Hungersnot sterben etwa 10.000 Menschen, ca. ein Fünftel der isländischen Bevölkerung.
- 1953: Die Stadt Flint im US-Bundesstaat Michigan wird von einem Tornado getroffen, der 115 Tote und 844 Verletzte fordert.

Kleinere Unglücksfälle sind in den Unterartikeln von Katastrophe und in der Liste von Katastrophen aufgeführt.

### Natur und Umwelt
- 1995: In den Niederlanden wird der Nationalpark De Meinweg ausgewiesen.

### Sport
- 1912: Marc Wright bewältigt als erster Stabhochspringer erfolgreich die Höhe von vier Metern. Seine Leistung von 4,02 m wird als erster offizieller Weltrekord in dieser Disziplin geführt.
- 1913: In Anwesenheit Kaiser Wilhelms II. wird das Deutsche Stadion mit einer großen Stadionweihe eröffnet. Das weitläufige Stadion war für die Olympischen Spiele 1916 erbaut worden, die wegen des Ersten Weltkriegs ausfielen. Heute steht am selben Ort das Berliner Olympiastadion.
- 1914: In Brasilien wird die Federação Brasileiro de Sports gegründet, aus der später der nationale Fußballverband Confederação Brasileira de Futebol hervorgeht.
- 1924: Während der britischen Mount-Everest-Expedition verschwinden George Mallory, dessen Leiche erst 1999 wiedergefunden wird, und sein Begleiter Andrew Irvine.
- 1958: Der italienische Radsportler Ercole Baldini gewinnt die Giro d’Italia in der Gesamtwertung. Der Belgier Jean Brankart gewinnt die Bergwertung.

1990: Logo der Fußball-WM

- 1990: Die Fußball-Weltmeisterschaft 1990 in Italien beginnt.
- 1996: In England beginnt die Fußball-Europameisterschaft 1996.
- 1997: Der italienische Radsportler Ivan Gotti gewinnt die Gesamtwertung der Giro d’Italia. Der Kolumbianer José Jaime González entscheidet die Bergwertung für sich, der Italiener Mario Cipollini die Punktewertung.
- 2002: Lennox Lewis gewinnt seinen Boxkampf und Weltmeistertitel im Schwergewicht gegen Mike Tyson im The Pyramid, Memphis, Tennessee, USA, durch K. o.
- 2006: Raphaëla le Gouvello erreicht die Insel Réunion nach der ersten Überquerung des Indischen Ozeans auf einem Surfbrett.
- 2012: Die Fußball-Europameisterschaft in Polen und der Ukraine beginnt.

Einträge von Leichtathletik-Weltrekorden befinden sich unter der jeweiligen Disziplin unter Leichtathletik.
Einträge zu Fußballweltmeisterschaftsspielen finden sich in den Unterseiten von Fußball-Weltmeisterschaft. Das Gleiche gilt für Fußball-Europameisterschaften.

## Geboren

### Vor dem 18. Jahrhundert
- 1332: Cangrande II. della Scala, Herr von Verona
- 1438: Melozzo da Forlì, italienischer Maler
- 1593: Georg I. Rákóczi, Fürst von Siebenbürgen
- 1625: Giovanni Domenico Cassini, italienisch-französischer Astronom und Mathematiker
- 1630: Wolf Caspar von Klengel, deutscher Baumeister aus Dresden, gilt als Begründer der sächsischen Barockbaukunst
- 1634: Ludwig Gustav, Graf zu Hohenlohe-Waldenburg-Schillingsfürst
- 1671: Tomaso Albinoni, italienischer Komponist und Geiger
- 1686: Johannes Creutzburg, deutscher Orgelbauer

### 18. Jahrhundert
- 1708: Joseph Franz Bonaventura von Schönborn-Wiesentheid, Landesherr der Herrschaft Wiesentheid und Vizedom zu Aschaffenburg
- 1717: John Collins, US-amerikanischer Politiker
- 1724: Gallus Brockard, deutscher Abt
- 1729: William Tryon, britischer Gouverneur der Kolonie Carolina und der Provinz New York
- 1740: Johann Georg Krafft, deutscher evangelischer Theologe und Hochschullehrer

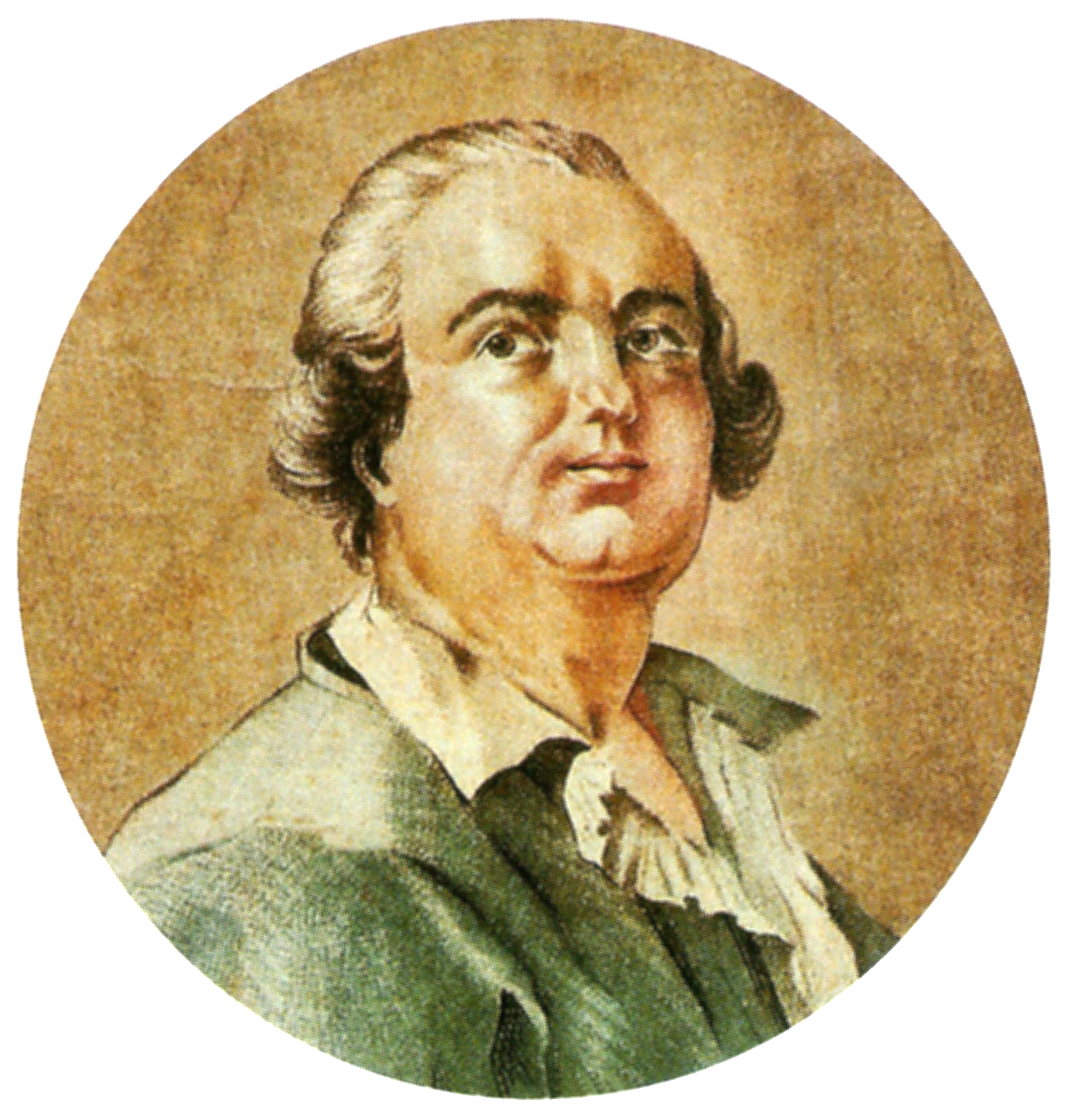
Alessandro Cagliostro (* 1743)

- 1743: Alessandro Cagliostro, italienischer Alchemist und Hochstapler
- 1748: William Few, Delegierter für Georgia im Kontinentalkongress
- 1753: Jean Dagobert d’Aigrefeuille, französischer Jurist, Theologe und Beamter
- 1753: Nicolas Dalayrac, französischer Komponist
- 1761: Niels Heidenreich, dänischer Uhrmacher und Dieb der Goldhörner

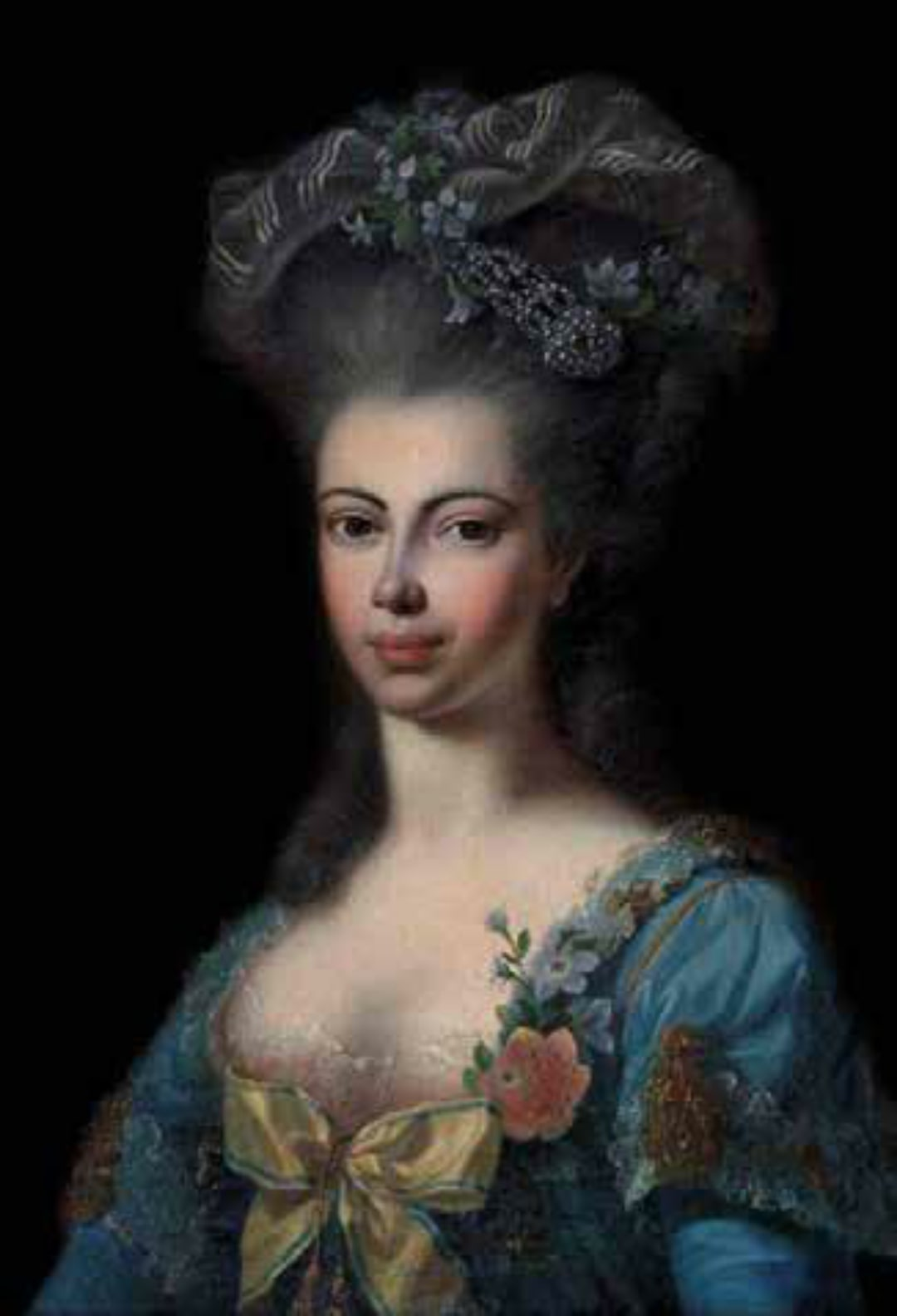
Juliane von Hessen-Philippsthal (* 1761)

- 1761: Juliane von Hessen-Philippsthal, Regentin von Schaumburg-Lippe
- 1767: Johann Georg Arnold Oelrichs, deutscher evangelischer Theologe und Philosoph
- 1770: Anton Aloys Buchmayer, Bischof von St. Pölten
- 1776: Thomas Rickman, britischer Architekt
- 1781: Cornelius de Greiff, deutscher Seidenfabrikant
- 1785: Friedrich Wilhelm Wäldner, deutscher Orgelbauer
- 1786: Karl Ludwig Friedrich, badischer Großherzog
- 1792: Johann Christian Ferdinand Aßmann, deutscher evangelischer Theologe
- 1799: Eugène Verboeckhoven, belgischer Maler

### 19. Jahrhundert

#### 1801–1850

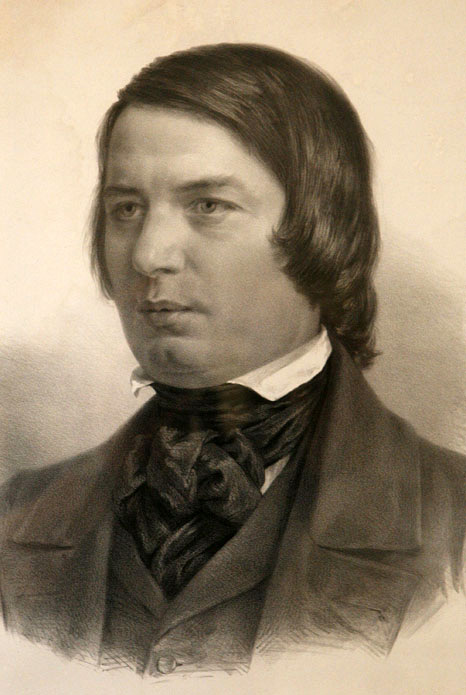
Robert Schumann (* 1810)

- 1810: Robert Schumann, deutscher Komponist und Pianist der Romantik, Ehemann von Clara Schumann
- 1814: Charles Reade, britischer Schriftsteller
- 1818: Wilhelm Tschirch, deutscher Komponist
- 1821: Samuel White Baker, britischer Afrikaforscher
- 1825: Heinrich von Abel, deutscher Jurist und Politiker
- 1828: Julius Mankell, schwedischer Offizier, Politiker und Militärhistoriker
- 1829: Jacobus Anthonie Fruin, niederländischer Rechtswissenschaftler
- 1829: John Everett Millais, britischer Maler
- 1837: Moritz Heyne, deutscher Germanist und Lexikograph
- 1837: Iwan Nikolajewitsch Kramskoi, russischer Maler, Pädagoge und Kunstkritiker ukrainischer Herkunft
- 1838: John Naylor, englischer Organist und Komponist
- 1840: Manuel José de Arriaga, portugiesischer Staatspräsident
- 1850: Niklaus Gerber, Schweizer Chemiker und Erfinder

#### 1851–1900
- 1851: Jacques-Arsène d’Arsonval, französischer Physiker

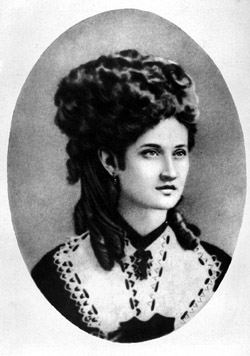
Natalija Kobrynska (* 1855)

- 1855: Natalija Kobrynska, ukrainische Schriftstellerin und Organisatorin der ukrainischen Frauenbewegung
- 1858: Charlotte Angas Scott, britische Mathematikerin
- 1859ː Mary Cholmondeley, britische Schriftstellerin
- 1860: Hans Suter, Schweizer Jurist und Politiker
- 1863: Fritz Raschig, deutscher Industrieller, Chemiker und Politiker, Mitglied der Weimarer Nationalversammlung, MdR
- 1864: Herbert William Garratt, britischer Lokomotivkonstrukteur
- 1865: Franz Karl Hutter, deutscher Offizier und Afrikaforscher

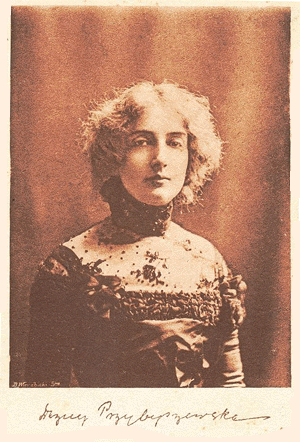
Dagny Juel (* 1867)

- 1867: Dagny Juel, norwegische Schriftstellerin und Dramatikerin
- 1867: Jean-Baptiste Lemire, französischer Komponist

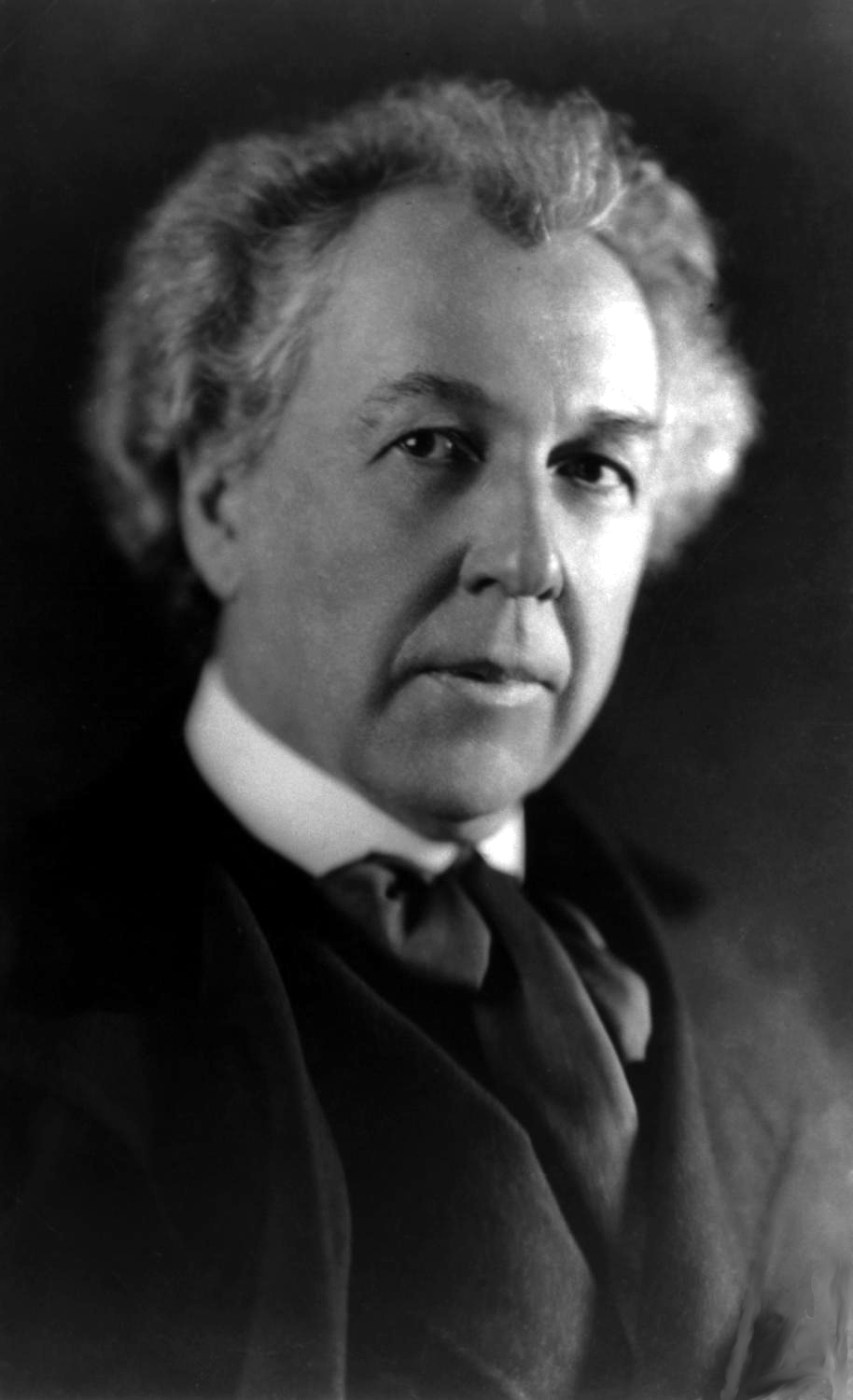
Frank Lloyd Wright (* 1867)

- 1867: Frank Lloyd Wright, US-amerikanischer Architekt
- 1872: Wilhelm Ohnesorge, deutscher Politiker, Reichspostminister
- 1873: José Martínez Ruiz, spanischer Schriftsteller
- 1876ː Helene Granitsch, österreichische Schriftstellerin und Frauenrechtlerin
- 1876: Julius Paul Junghanns, deutscher Tiermaler
- 1877: Robert Ferdinand Wagner, deutschamerikanischer Politiker
- 1879: Fritz Curschmann, deutscher Internist und Arbeitsmediziner
- 1879: Matthäus Herrmann, deutscher Politiker und Gewerkschafter, MdL, MdB
- 1881: Próspero Bisquertt, chilenischer Komponist
- 1883: Valy Arnheim, deutscher Schauspieler und Regisseur
- 1883: Alfred Leonhard Tietz, deutscher Unternehmer
- 1884: Ladislav Prokeš, tschechischer Schachspieler und Studienkomponist
- 1885: Adolf Helmberger, österreichischer Porträt- und Landschaftsmaler
- 1885: Toki Zenmaro, japanischer Journalist, Lyriker und Literaturwissenschaftler
- 1886: Albertine Morin-Labrecque, kanadische Komponistin, Pianistin und Musikpädagogin
- 1887: Karl Brunner, österreichischer Anglist
- 1887: Bruno Peyn, deutscher Schriftsteller
- 1891: Laurence F. Arnold, US-amerikanischer Politiker, Mitglied des Repräsentantenhauses
- 1891: Werner Charles Rudolph Aue, britischer Diplomat
- 1892: Giuseppe Campari, italienischer Automobilrennfahrer
- 1894: Domenico De’ Paoli, italienischer Musikwissenschaftler, Musikkritiker und Komponist
- 1894: Erwin Schulhoff, tschechischer Komponist
- 1895: Ike Armstrong, US-amerikanischer American-Football-Trainer
- 1895ː Antonie Maurer, deutsche Kommunistin, NS-Opfer
- 1895: Séverin Moisse, kanadischer Pianist, Komponist und Musikpädagoge
- 1896: Eleanor Pairman, US-amerikanische Mathematikerin und Hochschullehrerin schottischer Herkunft
- 1898: José Perotti, chilenischer Maler und Bildhauer
- 1899: Hans Herter, deutscher Altphilologe
- 1899: Maruyama Kaoru, japanischer Schriftsteller

### 20. Jahrhundert

#### 1901–1925
- 1901: Ernst Mayer, deutscher Politiker, MdB
- 1902: Aram Merangulyan, armenischer Komponist und Dirigent
- 1902: Gotthard Neumann, deutscher Prähistoriker
- 1903: Günther L. Arko, deutscher Kameramann

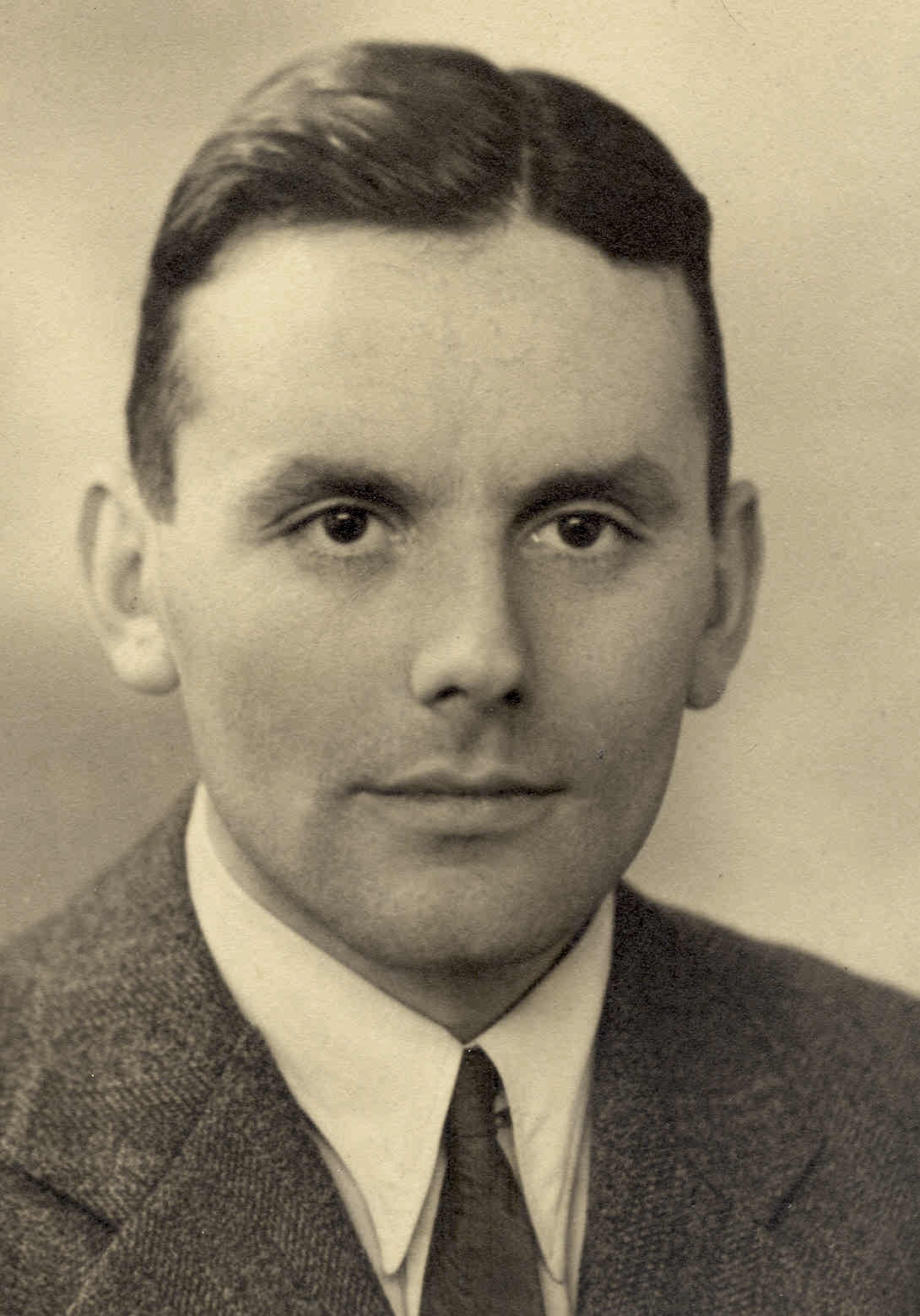
Eduard Brücklmeier (* 1903)

- 1903: Eduard Brücklmeier, deutscher Jurist und Diplomat, Widerstandskämpfer
- 1903: Ernst Rudolf Huber, deutscher Staatsrechtslehrer
- 1903: Johannes Ludwig, deutscher Fußballspieler

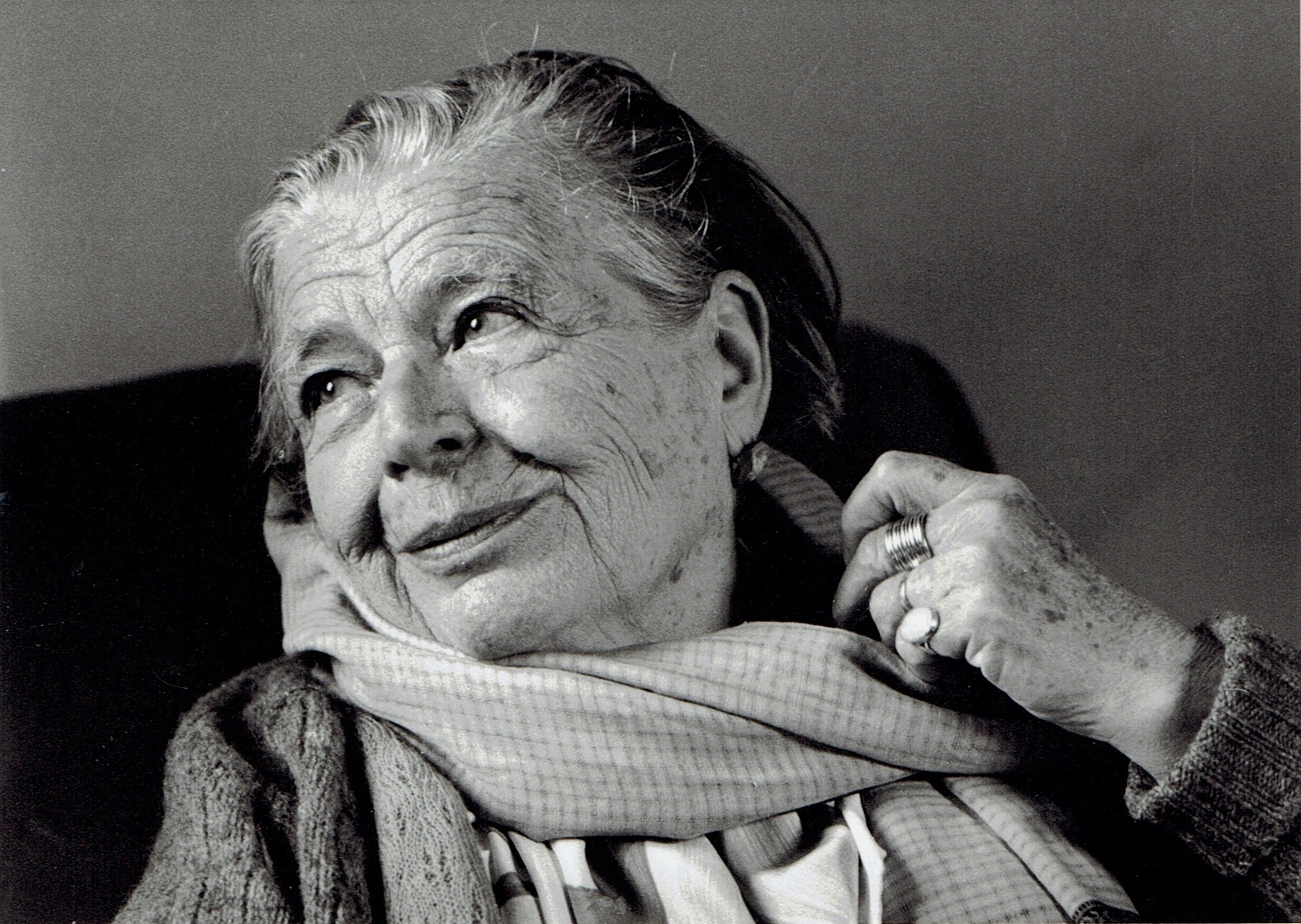
Marguerite Yourcenar (* 1903)

- 1903: Marguerite Yourcenar, belgisch-US-amerikanische Schriftstellerin
- 1905: Jean Fellot, französischer Organist und Musikpädagoge
- 1905: Paul Vallée, französischer Autorennfahrer
- 1907: Arnold Escher von der Linth, Schweizer Geologe
- 1907: Georges Speicher, französischer Radrennfahrer
- 1908: Margherita Carosio, italienische Opernsängerin
- 1908: Ernst Müller-Meiningen jr., deutscher Jurist und Journalist

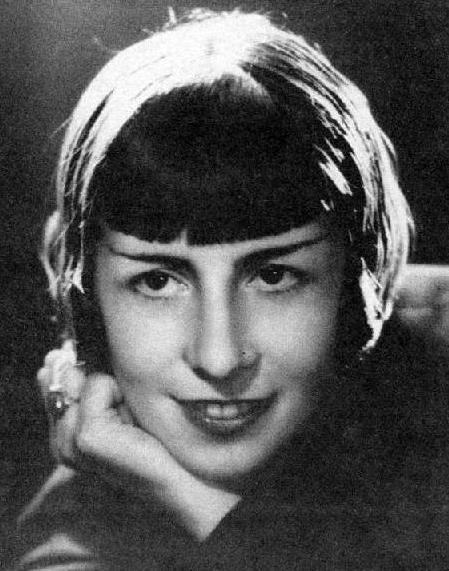
María Luisa Bombal (* 1910)

- 1910: María Luisa Bombal, chilenische Schriftstellerin
- 1910: Erich Mückenberger, deutscher Politiker, Abgeordneter der Volkskammer, Mitglied des Politbüros des ZK der SED
- 1911: Hans Appel, deutscher Fußballspieler
- 1911: Ralph Maria Siegel, deutscher Komponist, Liedtexter, Musikverleger, Schriftsteller und Sänger
- 1911: Raymond Stempert, französischer Automobilrennfahrer
- 1912: Henry Brandon, US-amerikanischer Schauspieler

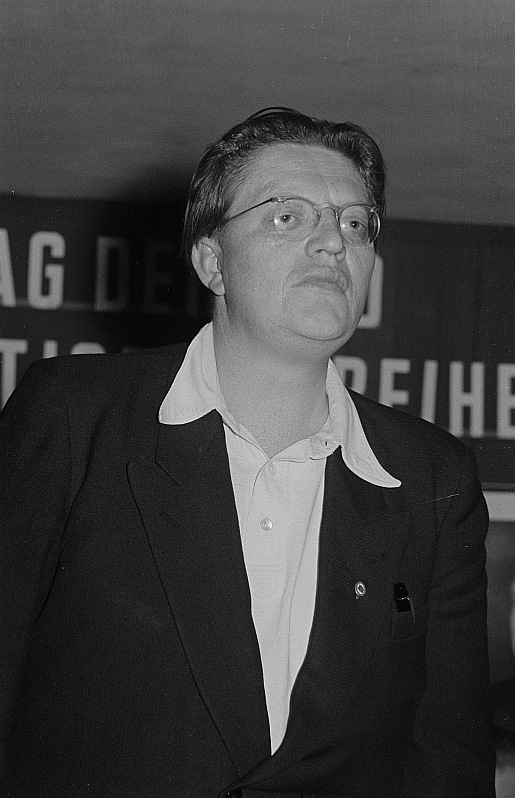
Kurt Barthel (* 1914)

- 1914: Kurt Barthel, deutscher Schriftsteller, Lyriker, Dramatiker und Dramaturg
- 1914: Gottfried Müller deutscher Komponist und Organist
- 1916: Francis Crick, britischer Physiker und Biochemiker, Mitentdecker der Molakularstruktur der DNA, Nobelpreisträger
- 1916: Adolph Hofner, US-amerikanischer Country-Musiker
- 1917: Jacques Labrecque, kanadischer Folksänger und Musikproduzent
- 1918: Gunther Philipp, österreichischer Schauspieler
- 1918: Robert Preston, US-amerikanischer Schauspieler
- 1919: Erwin Lehn, deutscher Musiker und Orchesterleiter
- 1919: Robert Vogel, deutscher Unternehmer, Milliardär und Politiker, MdHB
- 1920: Frank Costin, britischer Fahrzeugdesigner
- 1920: Gwen Harwood, australische Dichterin und Librettistin
- 1921: Antanas Mončys, litauischer Bildhauer
- 1921: Anneliese Overbeck, deutsche Malerin und Grafikerin
- 1921: Hadji Mohamed Suharto, indonesischer General und Politiker, Staatspräsident
- 1923: Gerhard Leo, deutscher Journalist, Autor und Kämpfer der französischen Résistance
- 1924: Leni Alexander, chilenisch-deutsche Komponistin
- 1924: Josef Bláha, tschechischer Schauspieler
- 1924: Dvora Kedar, israelische Schauspielerin
- 1924: Helga Schiff-Riemann, österreichische Komponistin, Musikpädagogin, Musiktherapeutin und Journalistin
- 1925: Barbara Bush, ehemalige First Lady der USA

#### 1926–1950
- 1926: Margot Ebert, deutsche Schauspielerin
- 1926: Anatol Vieru, rumänischer Komponist

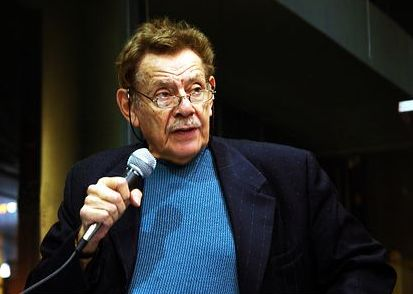
Jerry Stiller (* 1927)

- 1927: Jerry Stiller, US-amerikanischer Schauspieler
- 1927: Çesk Zadeja, albanischer Komponist und Musikwissenschaftler
- 1928: Lothar Curdt, deutscher Politiker, MdB
- 1928: Jiří Dvořáček, tschechischer Komponist, Organist und Hochschullehrer
- 1928: Kate Wilhelm, US-amerikanische Science-Fiction- und Fantasy-Schriftstellerin
- 1929: Ekkehard Böhmer, deutscher Fernsehregisseur
- 1930: Robert Aumann, israelisch-US-amerikanischer Mathematiker
- 1930: Bo Widerberg, schwedischer Filmregisseur, Drehbuchautor und Filmeditor
- 1931: Barbara Adolph, deutsche Schauspielerin und Synchronsprecherin
- 1932: Guy Lacour, französischer Komponist und Tenor-Saxophonist
- 1932ː Krystyna Miłobędzka, polnische Dichterin
- 1933: John R. Harrison, US-amerikanischer Journalist
- 1934: Mikio Aoki, japanischer Politiker
- 1935: Mireille Lagacé, kanadische Cembalistin, Organistin, Pianistin und Musikpädagogin
- 1936: James Darren, US-amerikanischer Schauspieler und Sänger
- 1936: Robert Floyd, amerikanischer Informatiker
- 1936: Kenneth Wilson, US-amerikanischer Physiker, Nobelpreisträger

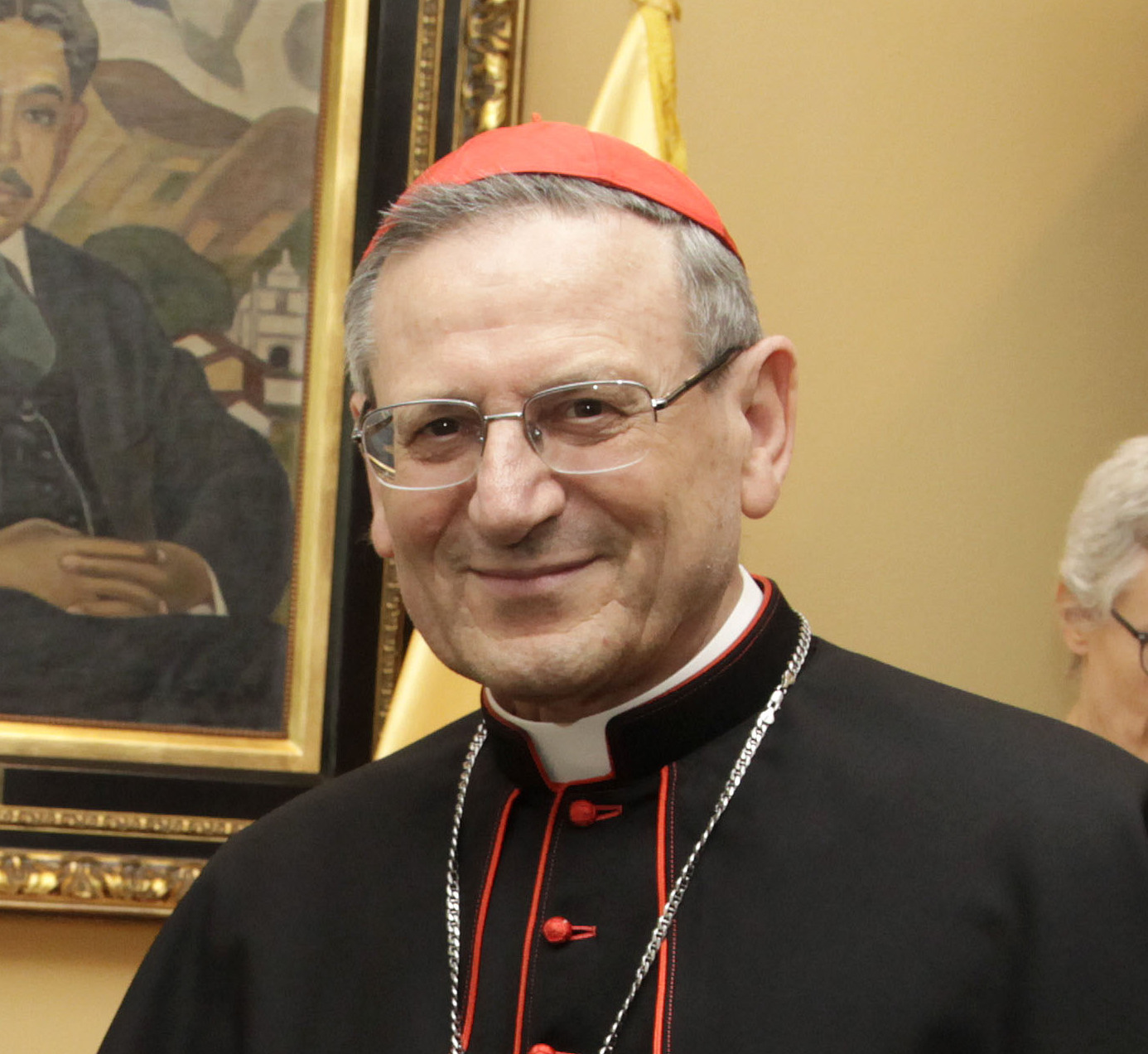
Angelo Amato (* 1938)

- 1938: Angelo Amato, italienischer Geistlicher, Erzbischof und Präfekt der Kongregation für die Selig- und Heiligsprechungsprozesse
- 1938: Ulrich Voß, deutscher Schauspieler
- 1939: Herb Adderley, US-amerikanischer American-Football-Spieler
- 1939: Gerhard Amendt, deutscher Soziologe
- 1939: Günter Amendt, deutscher Sozialwissenschaftler, Sexualtherapeut und Drogenexperte
- 1939: Johann Schädler, liechtensteinischer Rennrodler
- 1940: Hede Bühl, deutsche Bildhauerin
- 1940: Françoise Levie, belgische Filmproduzentin, -regisseurin und -autorin

Nancy Sinatra (* 1940)

- 1940: Nancy Sinatra, US-amerikanische Sängerin
- 1941: Jörg Herrmann, deutscher Produzent
- 1941: Otto Ineichen, Schweizer Unternehmer und Politiker
- 1941: George Pell, Erzbischof von Sydney und Kardinal
- 1942: Walter Leykauf, deutscher Sänger, Komponist und Musikverleger
- 1942: Horst Wolter, deutscher Fußballspieler
- 1943: Penny Rimbaud, britischer Musiker und Produzent, Toningenieur, Sounddesigner und Schriftsteller

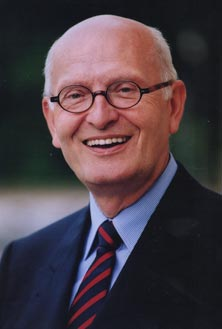
Herbert Schmalstieg (* 1943)

- 1943: Herbert Schmalstieg, deutscher Kommunalpolitiker, Oberbürgermeister von Hannover
- 1944: Marc Ouellet, Erzbischof von Québec und Kardinal
- 1944: Boz Scaggs, US-amerikanischer Sänger
- 1944: Wolfgang Schnur, deutscher Jurist
- 1945: René Deck, Schweizer Fussballtorhüter
- 1946: Piotr Fronczewski, polnischer Schauspieler
- 1946: Harvey Sachs, US-amerikanisch-kanadischer Dirigent, Musikhistoriker und Musikschriftsteller
- 1946: Alan Scarfe, britischer Schauspieler

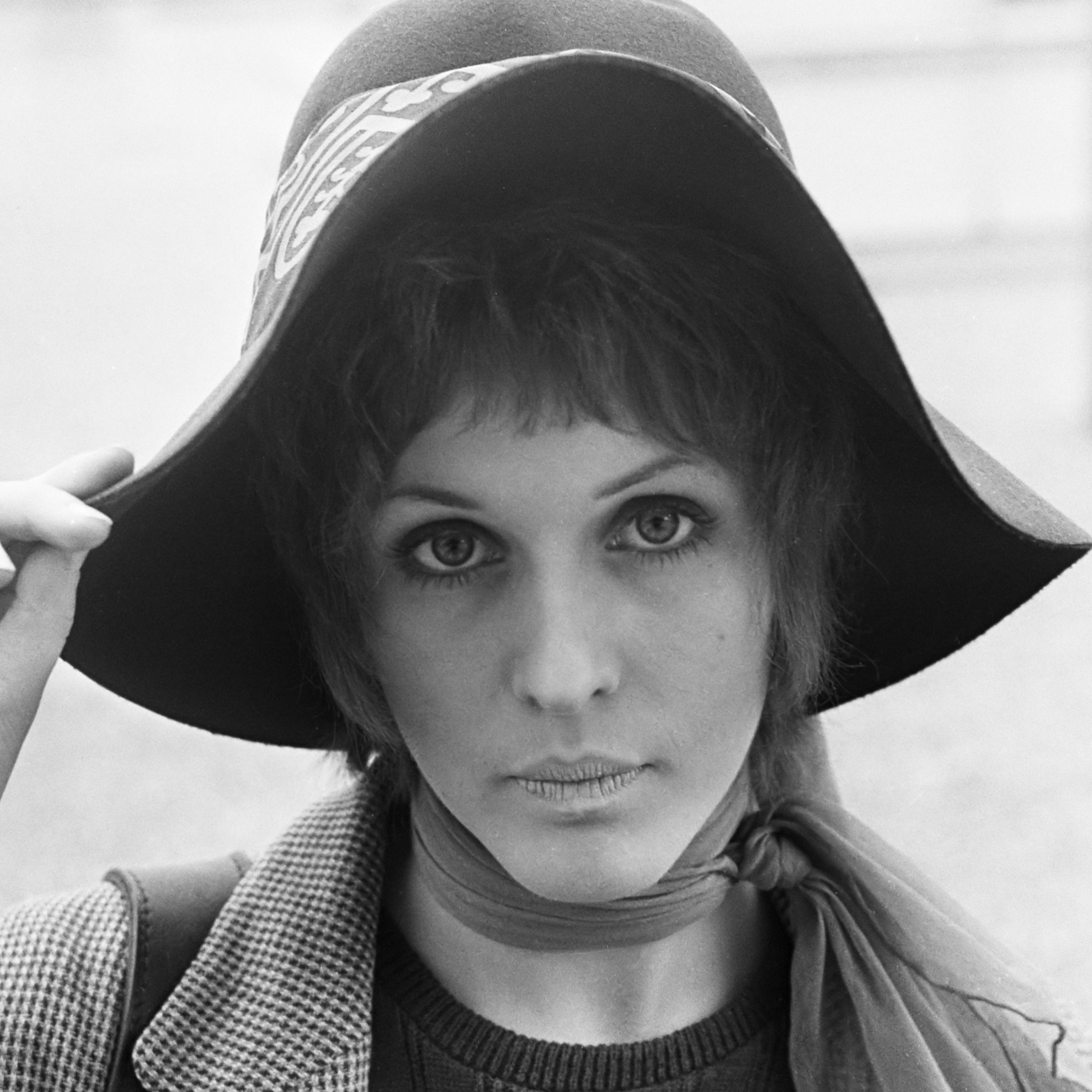
Julie Tippetts (* 1947)

- 1947: Julie Tippetts, britische Sängerin
- 1947: Sara Paretsky, US-amerikanische Historikerin und Autorin
- 1948: Hans-Josef Becker, Erzbischof von Paderborn/Deutschland
- 1948: Karl-Michael Krummacher, deutscher Bratschist

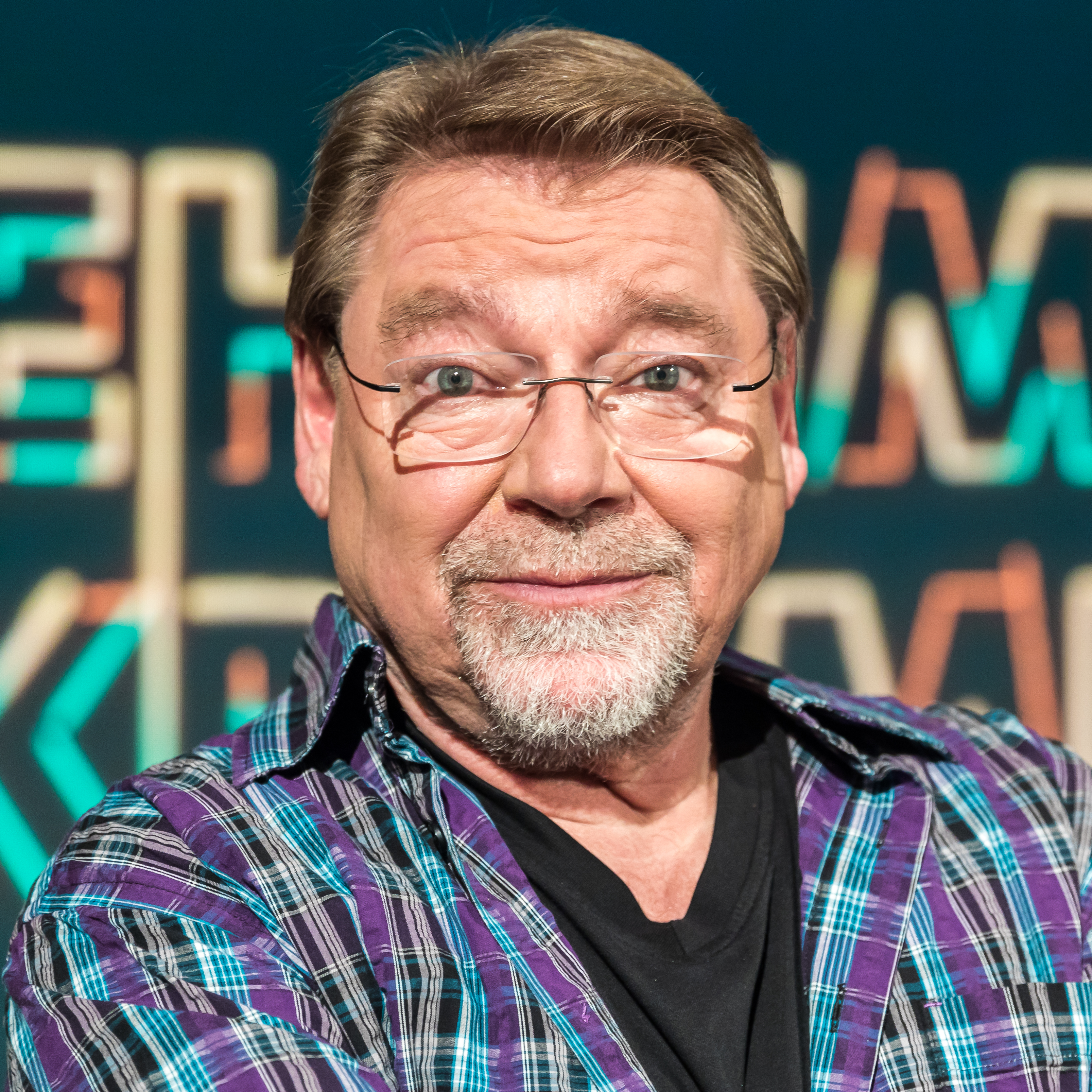
Jürgen von der Lippe (* 1948)

- 1948: Jürgen von der Lippe, deutscher Komiker und Fernsehmoderator
- 1949: Emanuel Ax, US-amerikanischer Pianist
- 1949: Josef Brendle, liechtensteinischer Sportschütze
- 1949: Hildegard Falck, deutsche Leichtathletin, Olympiasiegerin
- 1950: Kathy Baker, US-amerikanische Film- und Theaterschauspielerin
- 1950: Sônia Braga, brasilianische Schauspielerin
- 1950: Andreas de Maizière, deutscher Bankmanager

#### 1951–1975
- 1951: Monika Feth, deutsche Autorin
- 1951: Franz Konrad, österreichisch-deutscher Automobilrennfahrer
- 1951: Cor Pot, niederländischer Fußballspieler und -trainer
- 1951: Tony Rice, US-amerikanischer Country-Musiker

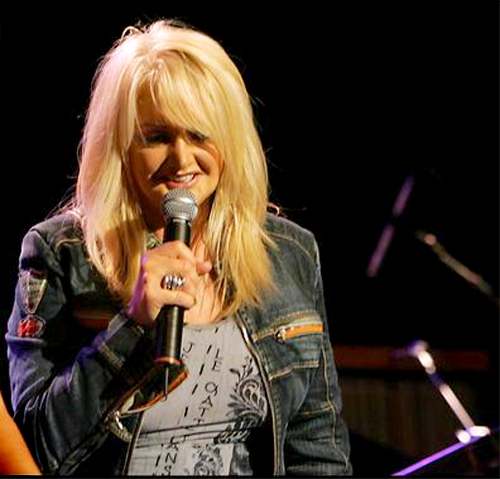
Bonnie Tyler (* 1951)

- 1951: Bonnie Tyler, britische Sängerin
- 1953: Ivo Sanader, kroatischer Politiker
- 1953: Peter Spiegel, deutscher Autor und Unternehmer
- 1954: Monika Hamann, deutsche Leichtathletin
- 1955: Tim Berners-Lee, britischer Physiker und Informatiker, Erfinder von HTML und Begründer des World Wide Web
- 1955: José Antonio Camacho, spanischer Fußballspieler und -trainer
- 1955: Birgit Freund, deutsche Juristin, Richterin und Gerichtspräsidentin
- 1955: Karlheinz Kas, deutscher Journalist und Hörfunkreporter
- 1955: Bernd Schubert, deutscher Politiker, MdL
- 1956: Udo Bullmann, deutscher Politiker, MdEP
- 1957: Scott Adams, US-amerikanischer Comiczeichner
- 1957: Dietmar Vettermann, deutscher Bauingenieur und Kommunalpolitiker, Oberbürgermeister von Zwickau
- 1958: Gerhard Böhmer, deutscher Rennrodler
- 1959: Emmanuel Bex, französischer Jazzorganist
- 1960: Friedrich Anzenberger, österreichischer Musikforscher und -pädagoge
- 1960: Mick Hucknall, britischer Musiker

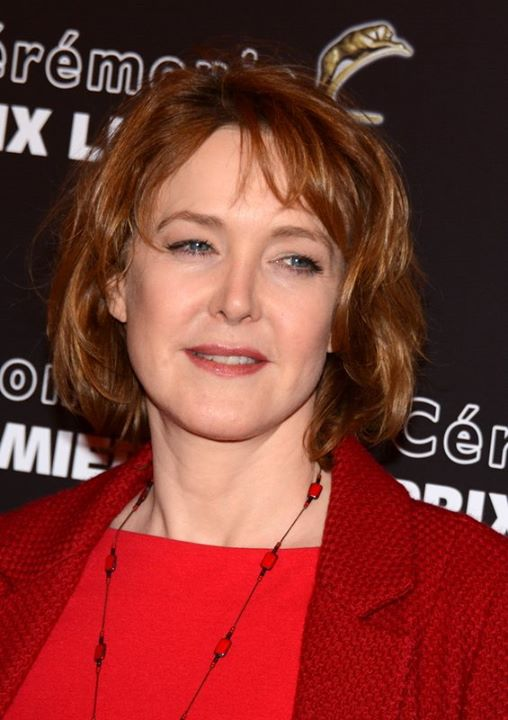
Agnès Soral (* 1960)

- 1960: Agnès Soral, französische Schauspielerin
- 1960: Alicia Boole Stott, britische Mathematikerin
- 1961: Kurt Artner, österreichischer Sportpistolenschütze
- 1961: Janina Hartwig, deutsche Schauspielerin
- 1961: Frauke Poolman, deutsch-niederländische  Schauspielerin, Synchron- und Hörfunksprecherin
- 1962: Thomas Jefferson, US-amerikanischer Leichtathlet

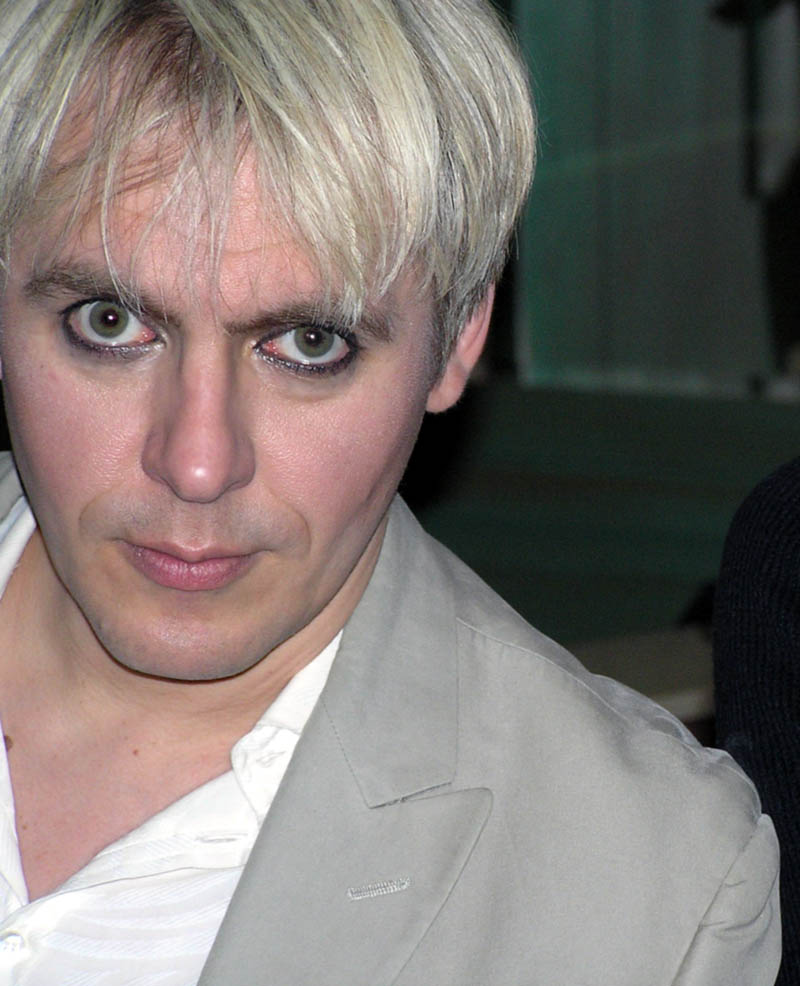
Nick Rhodes (* 1962)

- 1962: Nick Rhodes, britischer Musiker

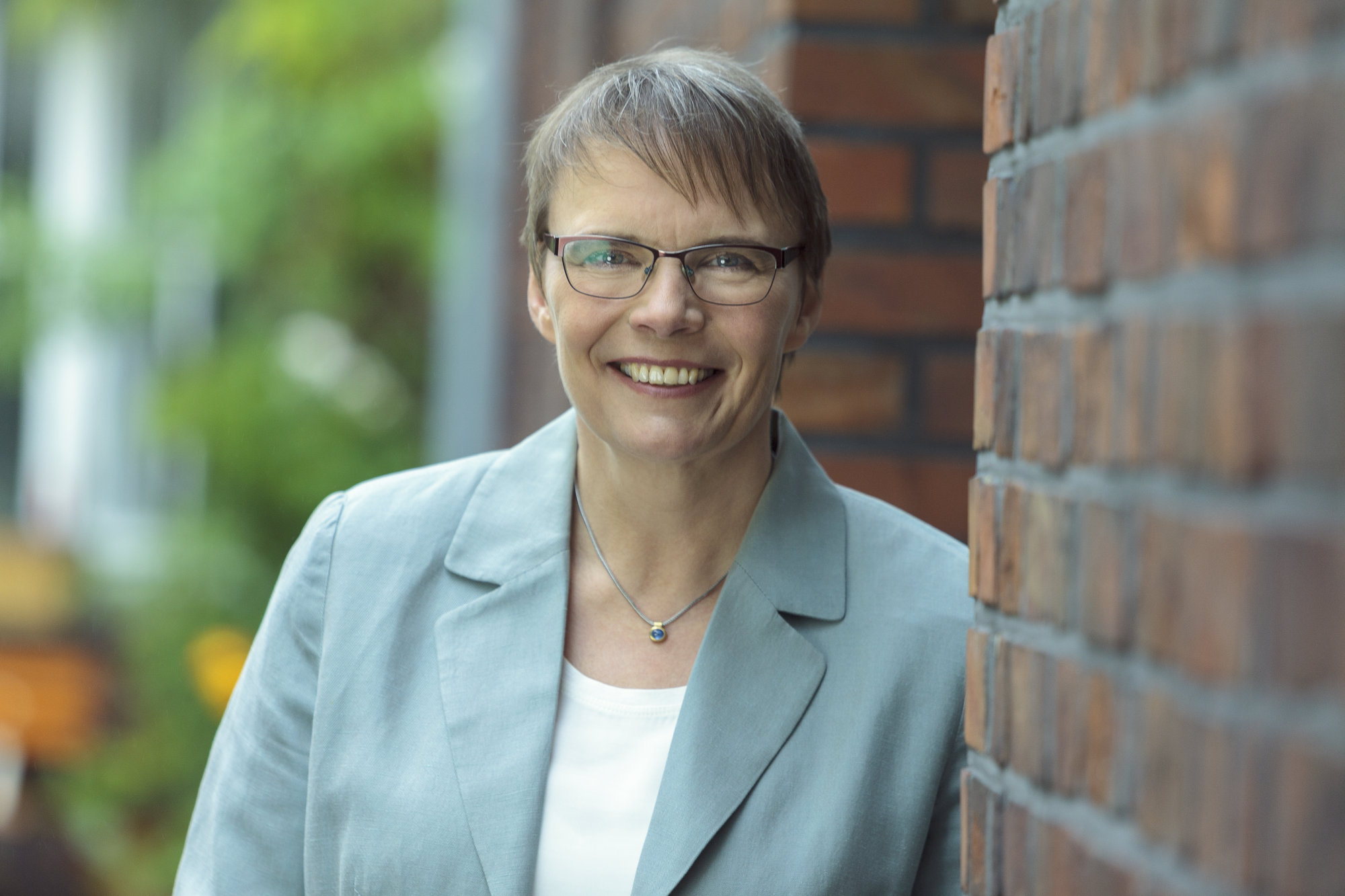
Anja Hajduk (* 1963)

- 1963: Anja Hajduk, deutsche Psychologin und Politikerin, MdHB, MdB, Senatorin von Hamburg
- 1963: Ulf Stolterfoht, deutscher Schriftsteller
- 1964: Henrike Grohs, deutsche Kulturmanagerin und Ethnologin
- 1964: Guillermo Gutiérrez, mexikanischer Radrennfahrer
- 1964: Elisabete Jacinto, portugiesische Autorin und Rallye-Raid-Fahrerin
- 1964: Hans-Dieter Nägelke, deutscher Architekturhistoriker und Ausstellungskurator
- 1964: Rob Pilatus, deutscher Tänzer und Sänger
- 1964: Ralf Regitz, deutscher Veranstalter
- 1964: Butch Reynolds, US-amerikanischer Leichtathlet, Olympiasieger
- 1964: Marc Thörner, deutscher Auslandsjournalist und Sachbuchautor
- 1965: Karin Alvtegen, schwedische Schriftstellerin
- 1965: Alexandre Delgado, portugiesischer Komponist, Dirigent, Musikkritiker, Musiktheoretiker, Geiger und Musikredakteur
- 1965: Kazuoki Kodama, japanischer Nordischer Kombinierer
- 1966: Isabella Hübner, deutsche Schauspielerin
- 1967: Edgar Itt, deutscher Leichtathlet, Olympiamedaillengewinner
- 1967: Jasmin Tabatabai, deutsche Schauspielerin
- 1968: Pierre Audétat, schweizerischer Fusion- und Jazzmusiker
- 1968: Megumu Sagisawa, japanische Schriftstellerin
- 1969: Jörg Hartmann, deutscher Schauspieler
- 1969: Rocco Milde, deutscher Fußballspieler
- 1969: Dariusz Wosz, deutscher Fußballspieler
- 1971: Liv Alsterlund, schwedische Schauspielerin
- 1971: Mark Feuerstein, US-amerikanischer Schauspieler
- 1971: Ratinho, brasilianischer Fußballspieler
- 1972: Tron, deutscher Hacker und Phreaker
- 1972: Christian Mayrleb, österreichischer Fußballspieler
- 1973: Lexa Doig, kanadische Schauspielerin
- 1973: Jennifer Johnson Jordan, US-amerikanische Beachvolleyballspielerin
- 1974: Emel, Schweizer Soulsängerin
- 1975: Sarah Abitbol, französische Eiskunstläuferin
- 1975: Tamara Samachwalawa, belarussische Ruderin

#### 1976–2000
- 1972: Jaroslav Rudiš, tschechischer Autor
- 1976: Lindsay Davenport, US-amerikanische Tennisspielerin

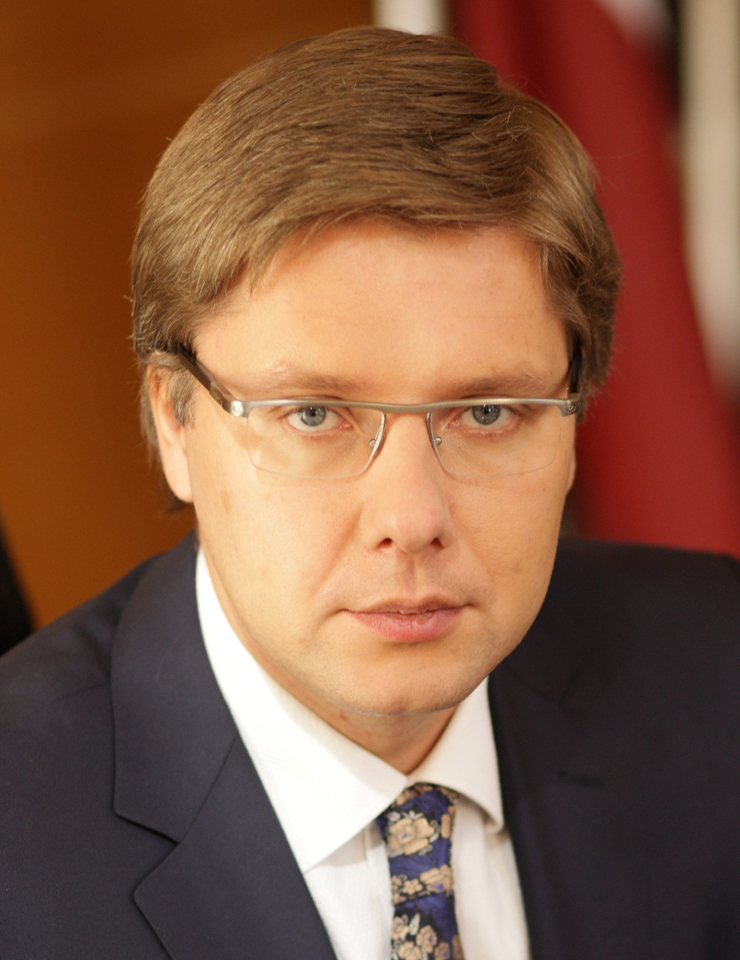
Nils Ušakovs (* 1976)

- 1976: Nils Ušakovs, lettischer Journalist und Politiker, Bürgermeister von Riga
- 1977: Gregor Werum, deutscher Handballspieler
- 1977: Kanye West, US-amerikanischer Rapper und Musikproduzent
- 1978: Filipp Jegorow, russischer Bobfahrer
- 1979: Martin Grab, Schweizer Schwinger
- 1979: Lene Lund Høy Karlsen, dänische Handballspielerin
- 1980: Sonia Bompastor, französische Fußballspielerin
- 1981: Alex Band, US-amerikanischer Sänger
- 1981: Matteo Meneghello, italienischer Rennfahrer
- 1981: Sara Watkins, US-amerikanische Fiddlespielerin und Singer-Songwriterin
- 1982: Dickson Etuhu, nigerianischer Fußballspieler
- 1983: Gaines Adams, US-amerikanischer American-Football-Spieler

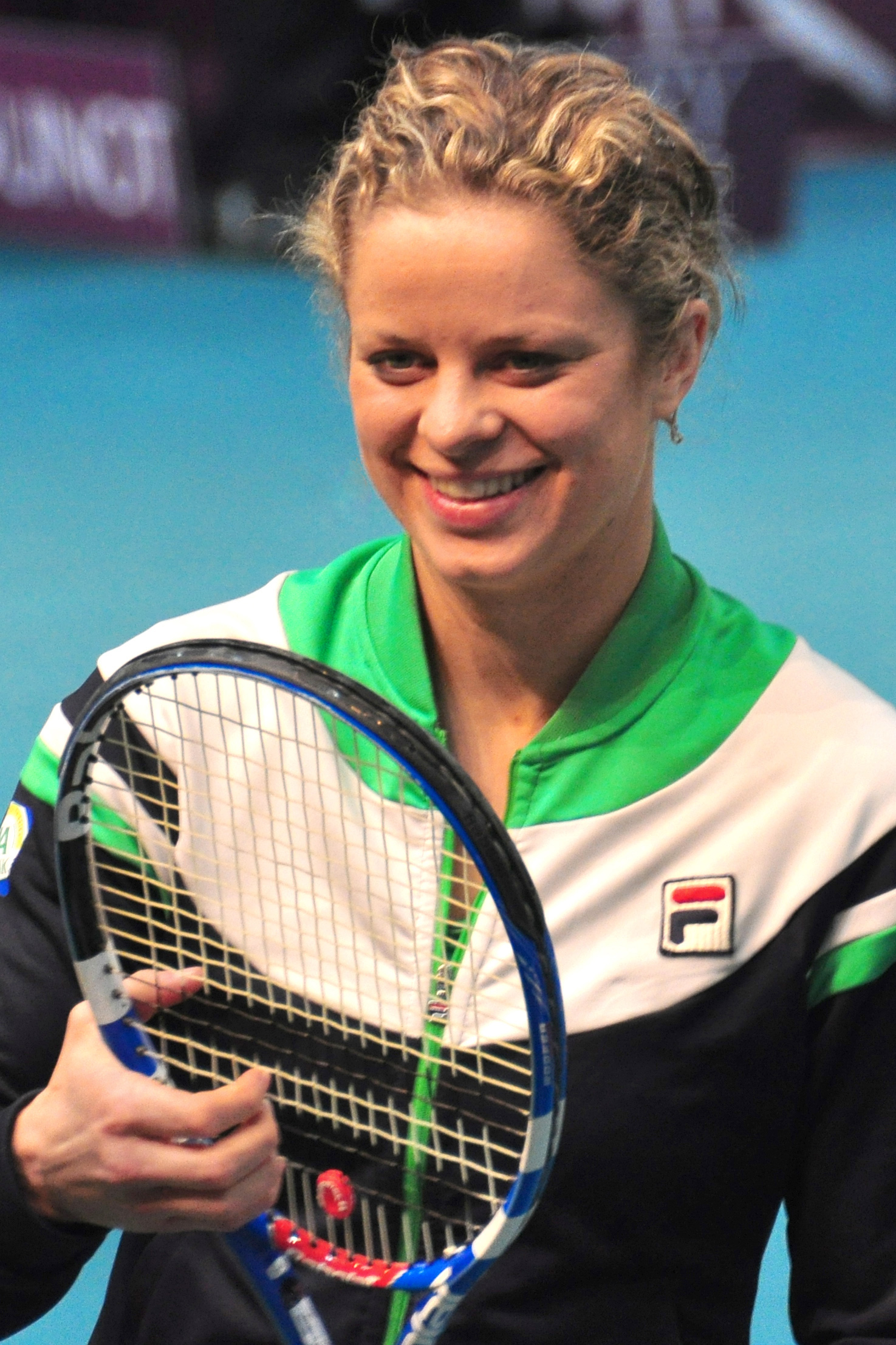
Kim Clijsters (* 1983)

- 1983: Kim Clijsters, belgische Tennisspielerin
- 1983: Pantelis Kapetanos, griechischer Fußballspieler
- 1983: Morten Nordstrand, dänischer Fußballspieler

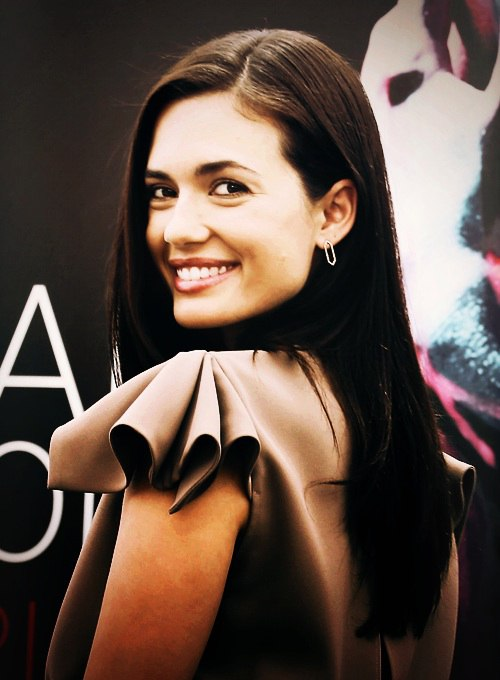
Torrey DeVitto (* 1984)

- 1984: Torrey DeVitto, US-amerikanische Schauspielerin
- 1984: Javier Mascherano, argentinischer Fußballspieler
- 1984: Maxi Pereira, uruguayischer Fußballspieler
- 1985: Alexandre Despatie, kanadischer Wasserspringer, Weltmeister, Olympiamedaillengewinner
- 1985: Pierre Spies, südafrikanischer Rugbyspieler

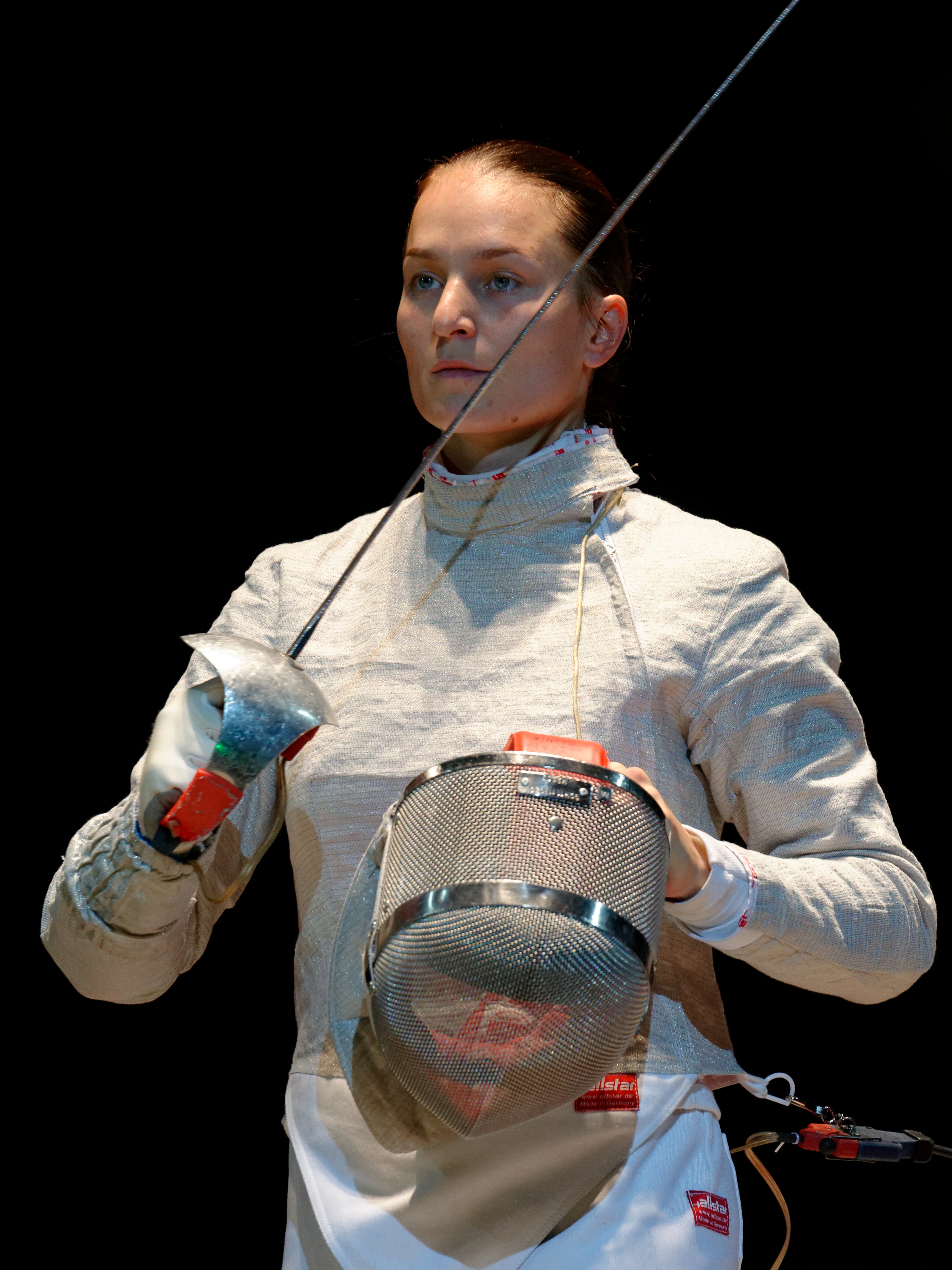
Sofja Alexandrowna Welikaja (* 1985)

- 1985: Sofja Alexandrowna Welikaja, russische Säbelfechterin
- 1986: Wladislaw Igorewitsch Fokin, russischer Eishockeyspieler
- 1986: Lex Immers, niederländischer Fußballspieler
- 1987: Issiar Dia, senegalesischer Fußballspieler
- 1987: Moritz Heidelbach, deutscher Schauspieler
- 1987: Patrick Kleefeld, deutscher Handballspieler

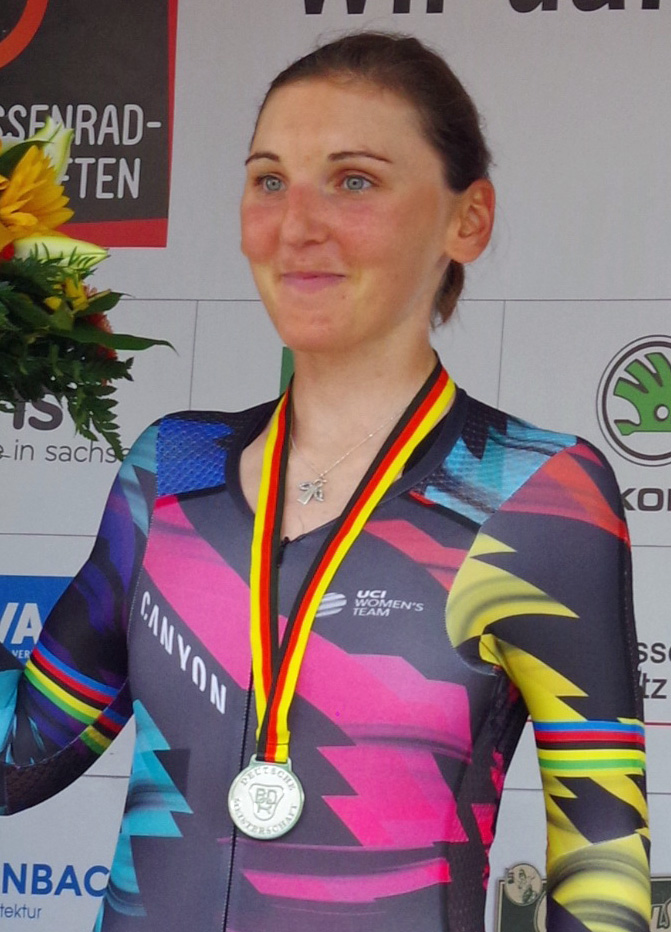
Lisa Brennauer (* 1988)

- 1988: Lisa Brennauer, deutsche Radrennfahrerin, Weltmeisterin
- 1988: Alice Dwyer, deutsche Schauspielerin
- 1988: Kamil Grosicki, polnischer Fußballspieler
- 1988: Corey Peters, US-amerikanischer American-Football-Spieler
- 1989: Timea Bacsinszky, Schweizer Tennisspielerin
- 1989: Simon Trummer, Schweizer Rennfahrer
- 1989: Amaury Vassili, französischer Sänger
- 1990: Marcus Pedersen, norwegischer Fußballspieler
- 1990: Gideon Adinoy Sani, nigerianischer Fußballspieler
- 1991: Niels Giffey, deutscher Basketballspieler
- 1992: Alejandra Quisbert, bolivianische Fußballschiedsrichterin
- 1993: Edisson Jordanov, bulgarisch-deutscher Fußballspieler
- 1993: Luca Paganini, italienischer Fußballspieler
- 1994: Yu Yangyi, chinesischer Schachspieler
- 1995: Sione Takitaki, US-amerikanischer American-Football-Spieler
- 1996: Iwan Andrejewitsch Kusnezow, russischer Skirennläufer
- 1996: Şeref Özcan, deutscher Fußballspieler
- 1997: Jeļena Ostapenko, lettische Tennisspielerin
- 1999: Thomas Neubauer, französischer Automobilrennfahrer

### 21. Jahrhundert
- 2002: Quinn Dehlinger, US-amerikanischer Freestyle-Skier
- 2002: Yang Longxiao, chinesischer Freestyle-Skier

## Gestorben

### Vor dem 16. Jahrhundert

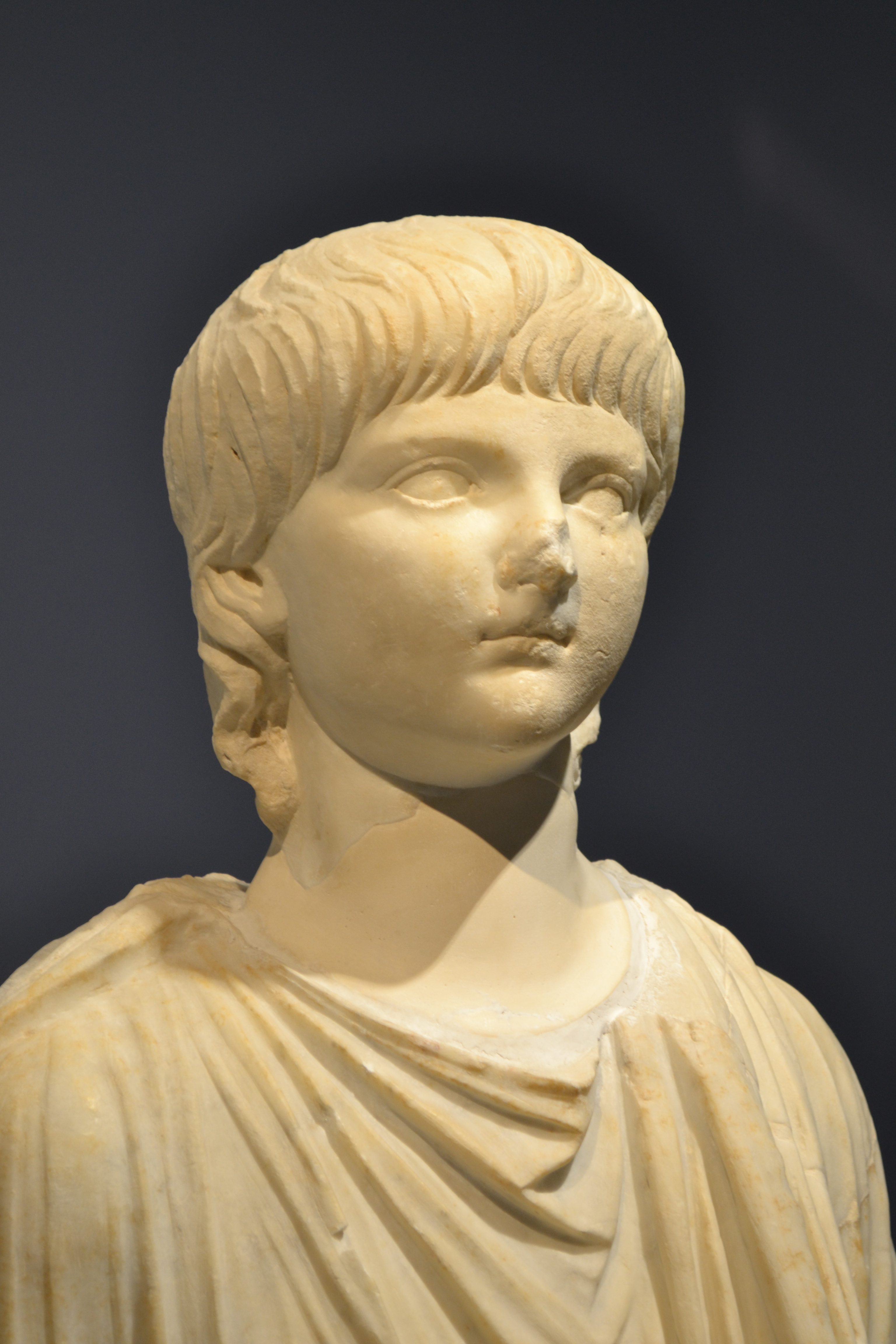
Octavia († 62)

- 0062: Octavia, Tochter des Claudius und Gattin des Nero

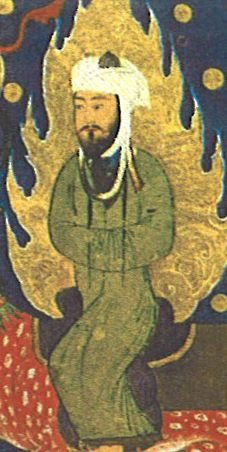
Mohammed (gest. 632)

- 0632: Mohammed, Begründer des Islam
- 1042: Hardiknut, König von Dänemark
- 1154: William Fitzherbert, Erzbischof von York
- 1207: Anseau de Garlande, Jurist des französischen Königs Philipp II. August und Bischof von Meaux
- 1254: Robert von Nantes, Bischof von Nantes und Patriarch von Jerusalem
- 1290: Beatrice Portinari, Jugendliebe Dante Alighieris
- 1319: Heinrich III. von Daun, Bischof von Worms
- 1351: Édouard I. de Beaujeu, Herr von Beaujeu und Herr von Montpensier
- 1356: Elizabeth de Badlesmere, englische Adelige
- 1376: Edward of Woodstock („Schwarzer Prinz“), ältester Sohn Eduards III., Herzog von Aquitanien, Vater Richards II.
- 1384: Thomas de Ros, 4. Baron de Ros, englischer Adeliger
- 1405: Thomas Mowbray, 2. Earl of Nottingham, englischer Magnat
- 1405: Richard le Scrope, englischer Kirchenfürst
- 1443: Konrad von Reisberg, Bischof von Seckau
- 1472: Henry FitzHugh, 5. Baron FitzHugh, englischer Adliger
- 1476: George Neville, Lordkanzler und Erzbischof von York
- 1476: Giovanni Battista Orsini, Großmeister des Johanniterordens auf Rhodos
- 1488: Sigismund von Lamberg, Bischof von Laibach
- 1492: Elisabeth Woodville, Königin von England

### 16. bis 18. Jahrhundert
- 1501: George Gordon, 2. Earl of Huntly, schottischer Peer und Lordkanzler von Schottland
- 1505: Hongzhi, Kaiser der Ming-Dynastie
- 1519: Leonhard von Keutschach, Erzbischof von Salzburg
- 1521: Zhengde, Kaiser von China aus der Ming-Dynastie
- 1556: Martin Weiher, lutherischer Theologe und Bischof von Cammin
- 1573: Sebastian Boetius, deutscher evangelischer Theologe
- 1578: Christoph von Carlowitz, sächsischer Diplomat
- 1583: Mathijs Bril, niederländischer Maler
- 1597: Barbara von Hessen, Gräfin von Württemberg-Mömpelgard und Gräfin von Waldeck
- 1612: Hans Leo Haßler, deutscher Komponist
- 1613: Ludovico Cigoli, italienischer Poet, Maler, Bildhauer und Architekt

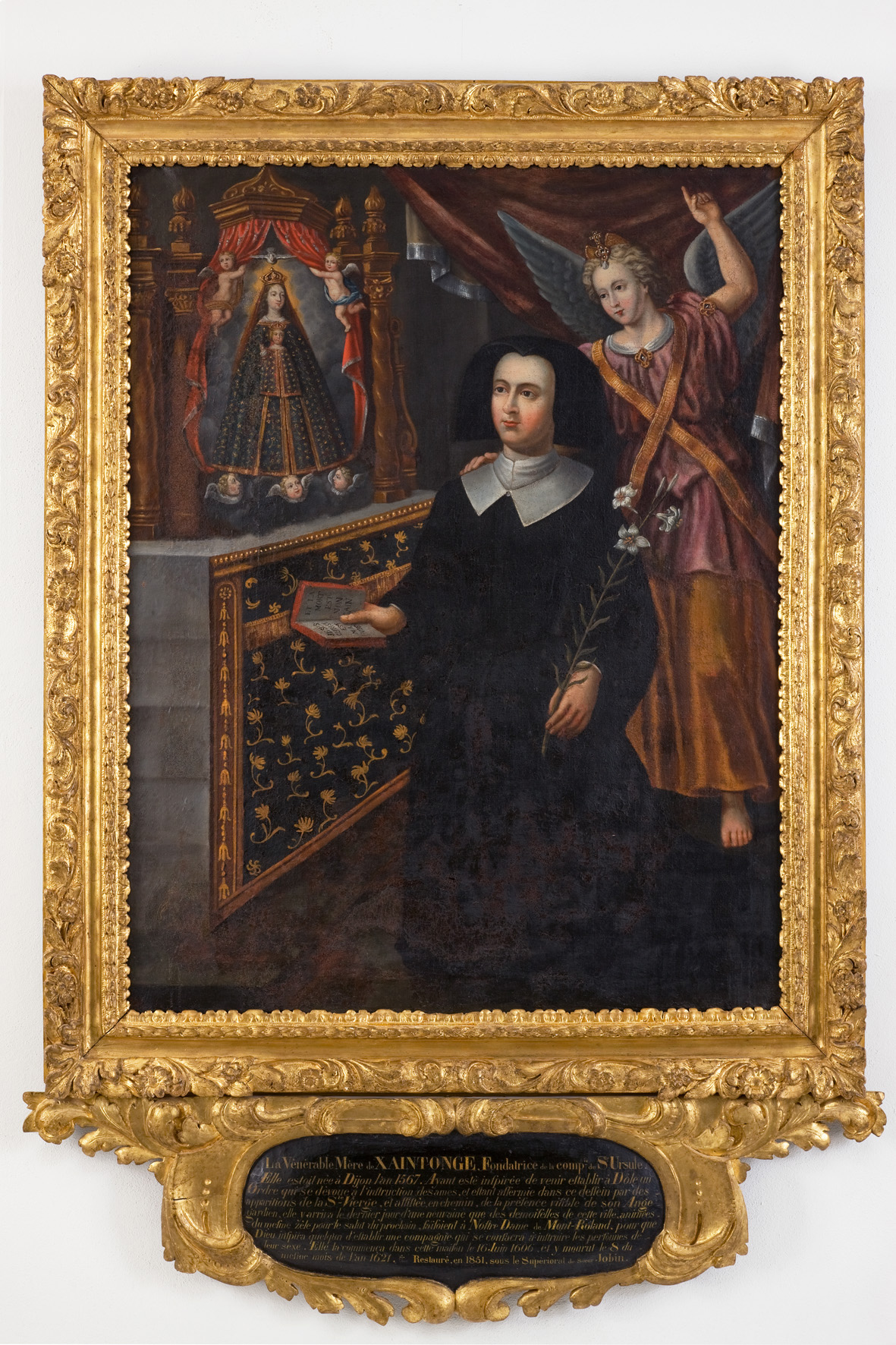
Anne de Xainctonge († 1621)

- 1621: Anne de Xainctonge, Gründerin einer Ordensgemeinschaft in der römisch-katholischen Kirche

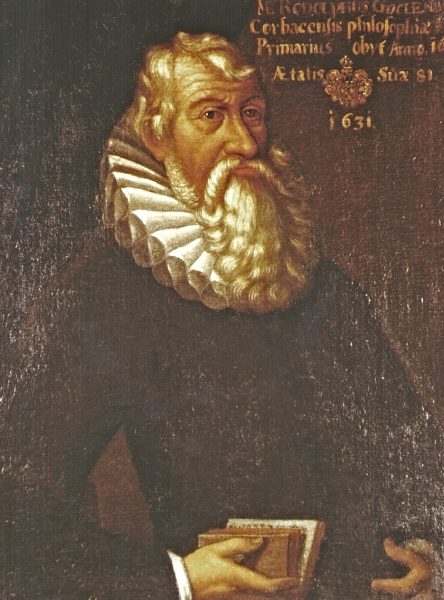
Rudolf Goclenius († 1628)

- 1628: Rudolf Goclenius der Ältere, deutscher Professor für Philosophie, Ethik und Physik
- 1649: Vincenzo Carafa, italienischer General der Societas Jesu
- 1649: Juan de Zurbarán, spanischer Maler
- 1650: Maximilian von und zu Trauttmansdorff, österreichischer Politiker
- 1651: Tokugawa Iemitsu, dritter Shogun der japanischen Tokugawa-Dynastie
- 1680: Anna Kramer, genannt Bader-Ann, Opfer der Hexenprozesse in Veringenstadt
- 1707: Muhammad Azam Shah, Großmogul von Indien
- 1708: Andreas Trost, bayerischer Kupferstecher
- 1714: Sophie von der Pfalz, Herzogin von Braunschweig-Lüneburg, Erbprinzessin von Großbritannien
- 1716: Johann Wilhelm, Pfalzgraf und Kurfürst der Pfalz, Herzog von Jülich und Berg und Erzschatzmeister des Heiligen Römischen Reiches
- 1724: John Smeaton, englischer Ingenieur
- 1727: August Hermann Francke, deutscher Theologe und Sozialpädagoge
- 1744: Johann Georg Volkamer der Jüngere, deutscher Mediziner und Botaniker
- 1746: Friedrich III., Landgraf von Hessen-Homburg
- 1746: Giacomo Leoni, italienischer Architekt in England
- 1750: Auguste Friederike Wilhelmine von Nassau-Idstein, Fürstin von Nassau-Weilburg
- 1752: Johann Christian von Hennicke, kursächsischer und polnischer Verwaltungsbeamter
- 1756: David Matthieu, deutscher Porträtmaler
- 1768: Johann Joachim Winckelmann, deutscher Altertumsforscher

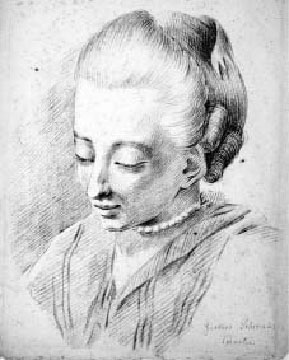
Cornelia Schlosser († 1777)

- 1777: Cornelia Schlosser, Schwester von Johann Wolfgang von Goethe
- 1783: Niklaus von Wattenwyl, Schweizer Bankier und Pietist
- 1794: Gottfried August Bürger, deutscher Dichter aus der Zeit des Sturm und Drang
- 1795: Louis Charles de Bourbon, Kronprinz von Frankreich (Ludwig XVII.)
- 1795: Catharina Helena Dörrien, deutsche Botanikerin und Erzieherin

### 19. Jahrhundert
- 1806: Johann La Roche, österreichischer Schauspieler
- 1806: George Wythe, Unterzeichner der Unabhängigkeitserklärung der USA
- 1809: Thomas Paine, britisch-US-amerikanischer politischer Publizist, einer der Gründerväter der Vereinigten Staaten
- 1817: Théroigne de Méricourt, französische Revolutionärin
- 1818: Franziska von Arnstein, österreichische Salonière
- 1818: Fabio Asquini, italienischer Winzer und Agrarwissenschaftler
- 1818: Henriette-Félicité Tassaert, deutsch-französische Pastell-Malerin und Schabkünstlerin
- 1821: Tudor Vladimirescu, Anführer des walachischen Aufstands von 1821
- 1825: Benedict Christian Vogel, deutscher Mediziner, Botaniker und Hochschullehrer
- 1839: Aloisia Lange, deutsche Opernsängerin und Gesangspädagogin
- 1841: Wilhelm Nikolai Böhtlingk, deutschbaltischer Quartärgeologe und Geomorphologe

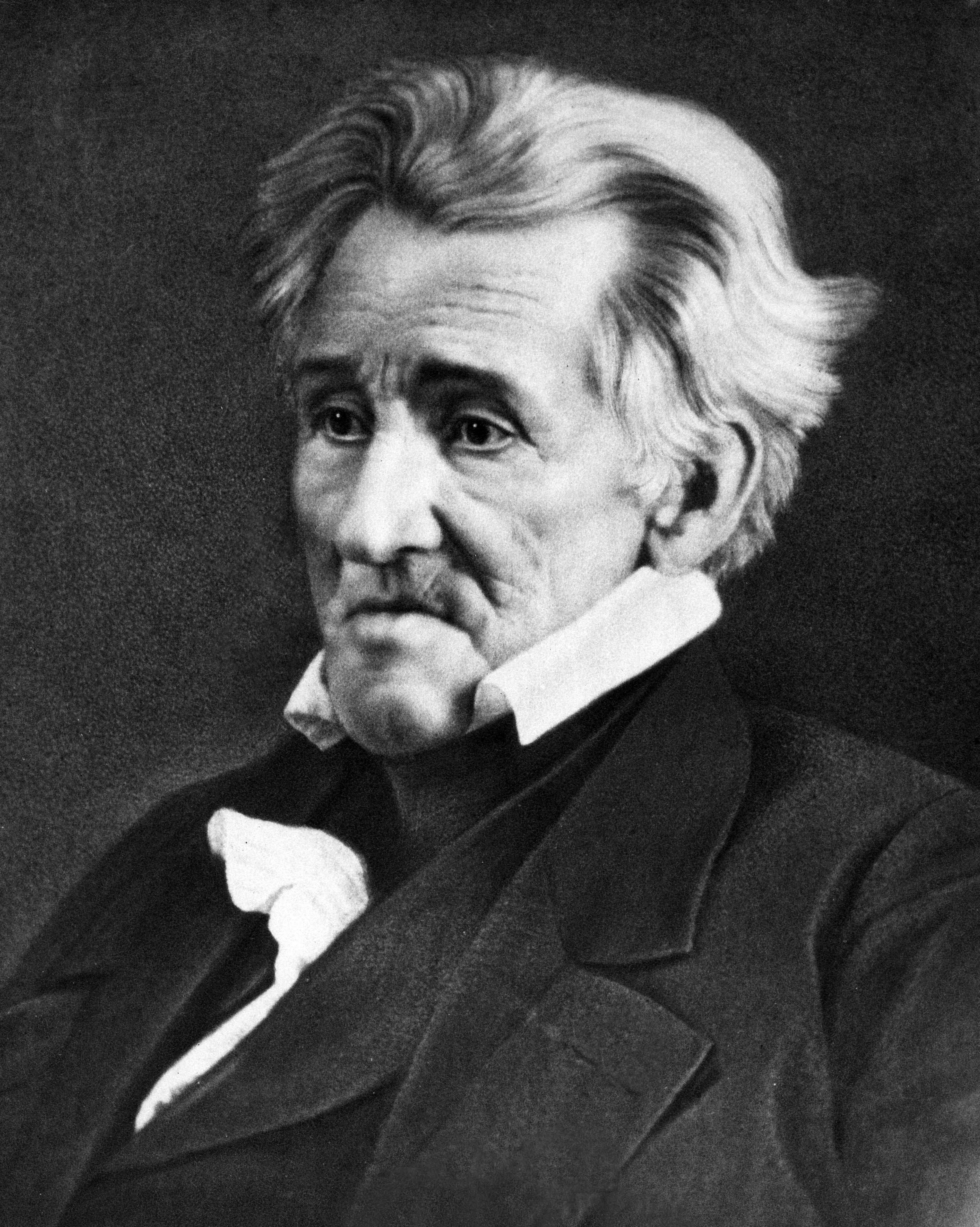
Andrew Jackson († 1845)

- 1845: Andrew Jackson, US-amerikanischer General und Politiker, 7. Präsident der USA
- 1846: Rodolphe Töpffer, Schweizer Zeichner und Novellist
- 1847: Wilhelm von Windheim, preußischer Generalmajor
- 1850: Hieronymus Hess, Schweizer Zeichner und Maler
- 1857: Karl Friedrich Nebenius, badischer Beamter
- 1865: Joseph Paxton, britischer Gärtner, Eisenbahnunternehmer und Architekt
- 1866: Rudolf Emanuel Stierlin, Schweizer evangelischer Geistlicher und Heimatforscher
- 1870: Johann Gottlob Töpfer, deutscher Organist, Komponist und Theoretiker des Orgelbaus
- 1872: Eduard von Borries, preußischer Politiker
- 1872: František Cyril Kampelík, tschechischer Volksaufklärer und Begründer der Selbsthilfe-Genossenschaften
- 1874: Cochise, US-amerikanischer Indianerhäuptling
- 1874: James W. Gazlay, US-amerikanischer Rechtsanwalt und Politiker, Abgeordneter für Ohio im US-Repräsentantenhaus

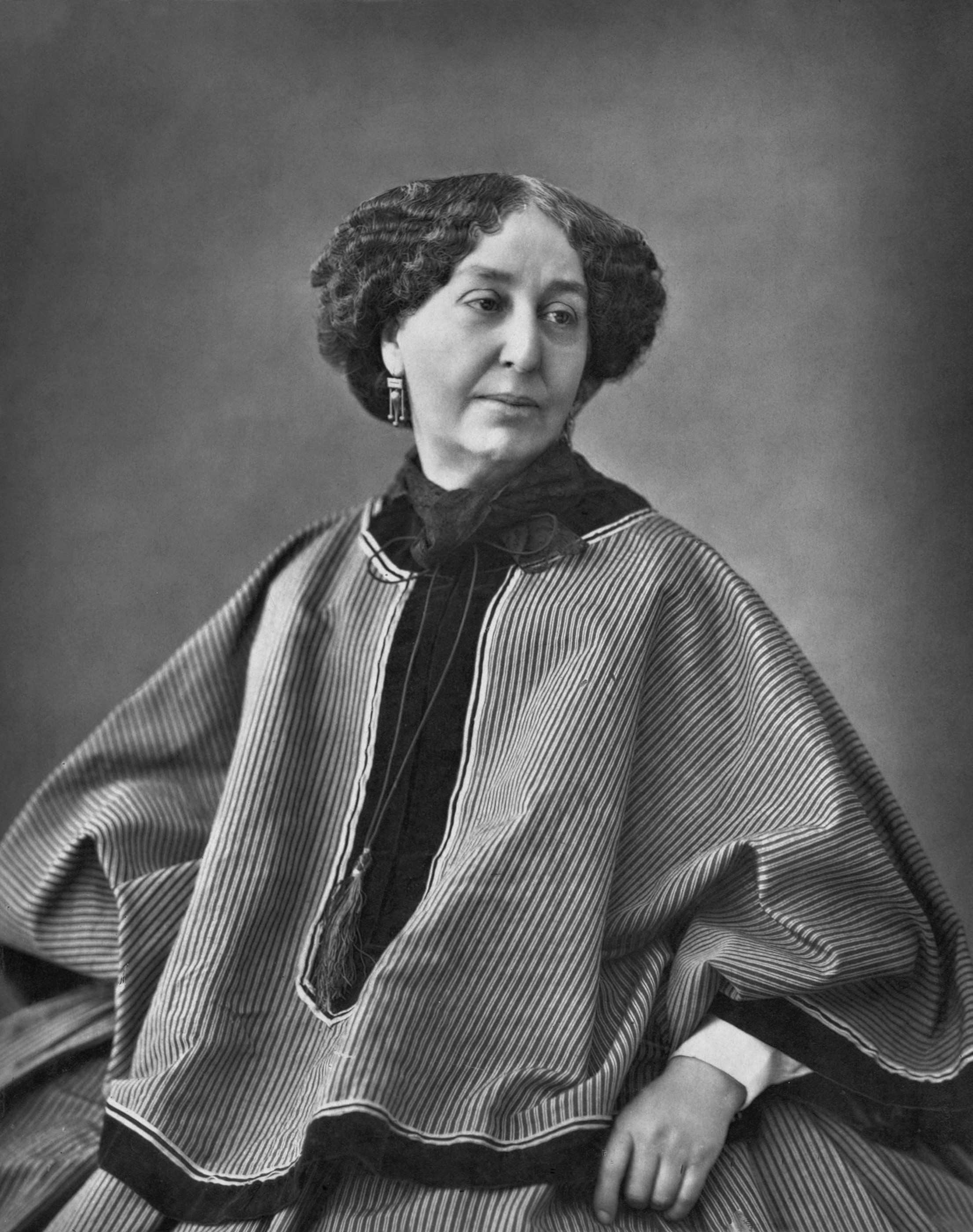
George Sand († 1876)

- 1876: George Sand, französische Schriftstellerin
- 1878: Elise Crola, deutsche Malerin
- 1882: Robert Furrer, Schweizer Zollbeamter
- 1882: John Scott Russell, britischer Schiffbauer
- 1884: Frederik Stang norwegischer Politiker und Präsident des Innendepartements
- 1896: John Gregory Bourke, US-amerikanischer Ethnologe
- 1897: Peter Tunner, österreichischer Bergbaupionier
- 1900: Henry Wellesley, 3. Duke of Wellington, britischer Offizier, 3. Herzog von Wellington
- 1900: Georg Rudolf Zimmermann, Schweizer evangelischer Geistlicher und Heimatforscher

### 20. Jahrhundert

#### 1901–1950
- 1902: Charles Ingalls, Vater von Laura Ingalls Wilder
- 1905: Leopold von Hohenzollern, Fürst von Hohenzollern
- 1905: Kurt Wachsmuth, deutscher Philologe
- 1906: Christian Horneman, dänischer Komponist
- 1907: Robert Browne Hall, US-amerikanischer Komponist, Dirigent und Kornettist
- 1908: Johan Lindegren, schwedischer Komponist, Kirchenmusiker und Musikpädagoge
- 1909: Karl Börgen, deutscher Astronom
- 1909: Hermann Walter, deutscher Fotograf
- 1911: Johannes Otzen, deutscher Architekt

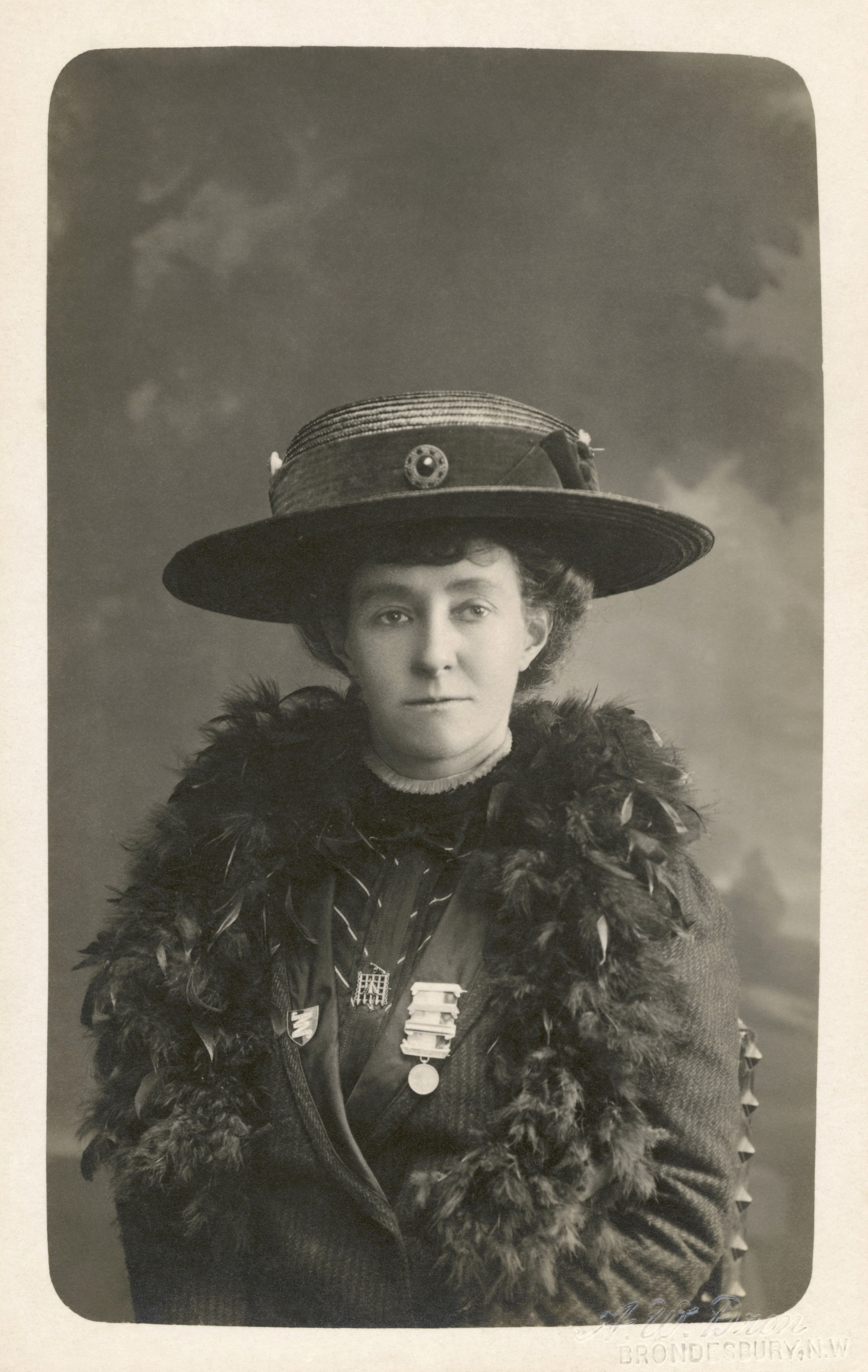
Emily Davison († 1913)

- 1913: Emily Davison, britische Suffragette und radikale Kämpferin für Frauenrechte
- 1918: Franz Fischer, deutscher Dirigent und Cellist
- 1923: Carl Menzel, deutscher Unternehmer und Glashersteller
- 1924: Andrew Irvine, britischer Bergsteiger, einer der Pioniere des Bergsteigens am Mount Everest
- 1924: George Mallory, britischer Bergsteiger, einer der Pioniere des Bergsteigens am Mount Everest
- 1926: Mariam Thresia Chiramel Mankidiyan, indische Ordensschwester und -gründerin
- 1929: Luis Johnson, chilenischer Maler
- 1929: Hugo Nolthenius, niederländischer Komponist, Musikkritiker und Musikschriftsteller
- 1930: Leopold Ambronn, deutscher Astronom
- 1932: André Boillot, französischer Automobilrennfahrer

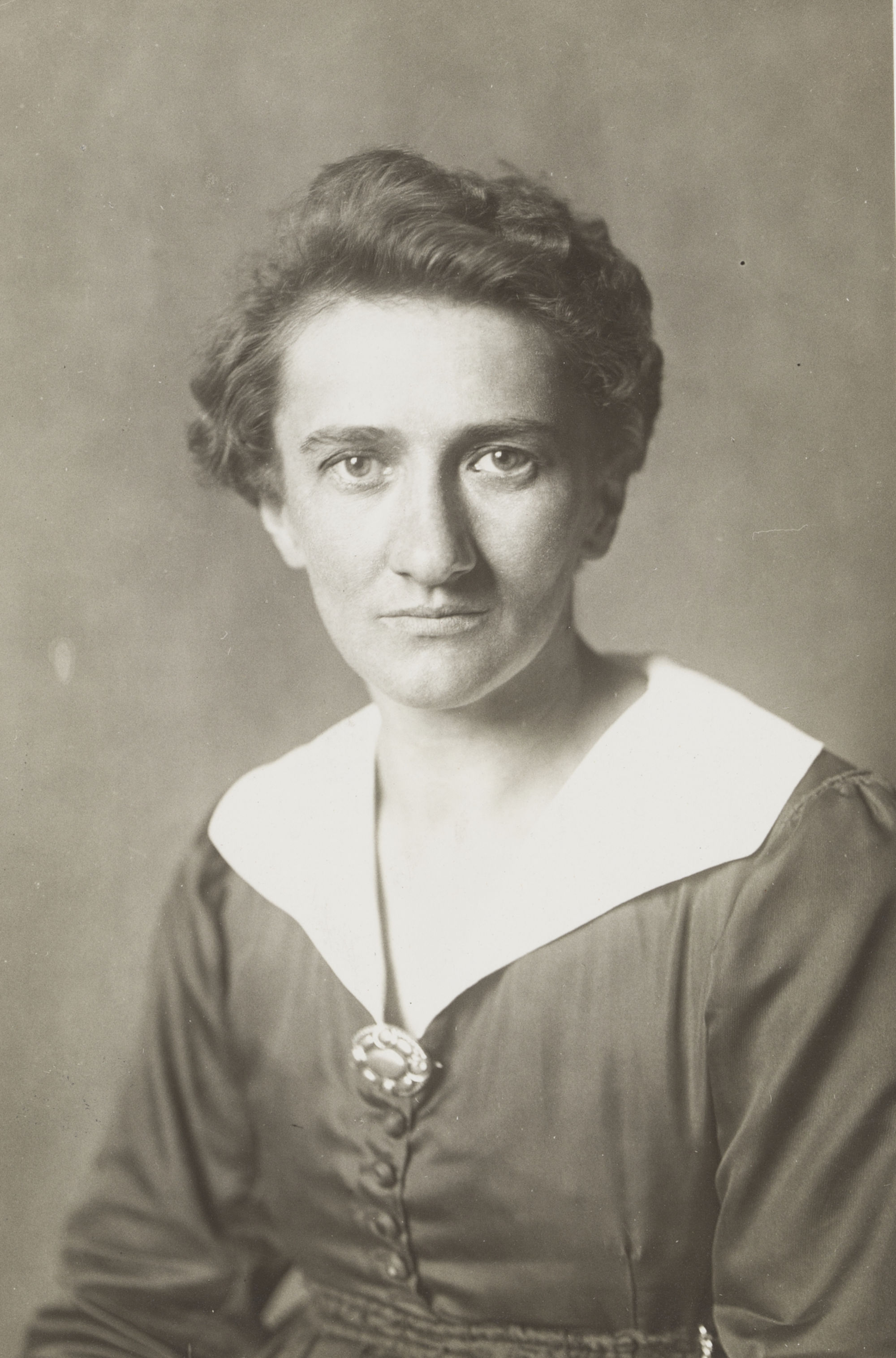
Antonie Pfülf († 1933)

- 1933: Toni Pfülf, deutsche Politikerin
- 1933: Eduard Schmid, deutscher Politiker, Oberbürgermeister von München
- 1934: Felix Maria Ghebre Amlak, äthiopischer Priester
- 1939: Josef Laßletzberger, österreichischer Militärkapellmeister und Komponist
- 1945: Robert Desnos, französischer Dichter, Schriftsteller und Journalist
- 1946: Paul Adler, deutscher Schriftsteller
- 1946: Józef Mehoffer, polnischer Maler und Graphiker
- 1948: Ferdinand Bronner, deutscher Schriftsteller und Dramatiker
- 1950: Dezső Losonczy, ungarischer Dirigent und Komponist

#### 1951–2000
- 1952: Johnny McDowell, US-amerikanischer Automobilrennfahrer
- 1953: Francesco Antognini, Schweizer Jurist und Politiker
- 1954: Arschak Tschobanjan, armenischer Schriftsteller
- 1955: Franz Osborn, deutscher Pianist
- 1955: Toyoshima Yoshio, japanischer Schriftsteller
- 1956: Hans Meiser, evangelischer Landesbischof von Bayern
- 1959: Eduard Castle, österreichischer Literaturhistoriker
- 1959: May Harrison, britische Violinistin
- 1960: Josef Karlmann Brechenmacher, deutscher Etymologe
- 1962: Gottlieb Duttweiler, Schweizer Unternehmer und Politiker
- 1962: Georg Baron Manteuffel-Szoege, deutscher Politiker, MdB, Präsident des Bundes der Vertriebenen
- 1965: Erik Chisholm, schottischer Komponist und Dirigent
- 1965: Hermann Schönleiter, deutscher Böttcher, Parteisekretär, Mitglied des Hannoverschen Provinziallandtages und Widerstandskämpfer gegen die Nationalsozialisten
- 1966: John Ernest Weaver, US-amerikanischer Botaniker
- 1968: Ludovico Scarfiotti, italienischer Automobilrennfahrer
- 1970: Abraham Maslow, US-amerikanischer Psychologe
- 1971: Jerome Irving Rodale, US-amerikanischer Autor und Verleger
- 1972: Jimmy Rushing, US-amerikanischer Blues- und Jazzsänger
- 1974: Anfilogino Guarisi, brasilianisch-italienischer Fußballspieler
- 1976: Carlos Abdala, uruguayischer Politiker, Diplomat und Minister
- 1976: Bob Feerick, US-amerikanischer Basketballspieler
- 1977: Erik Bohlin, schwedischer Rad- und Motorradrennfahrer

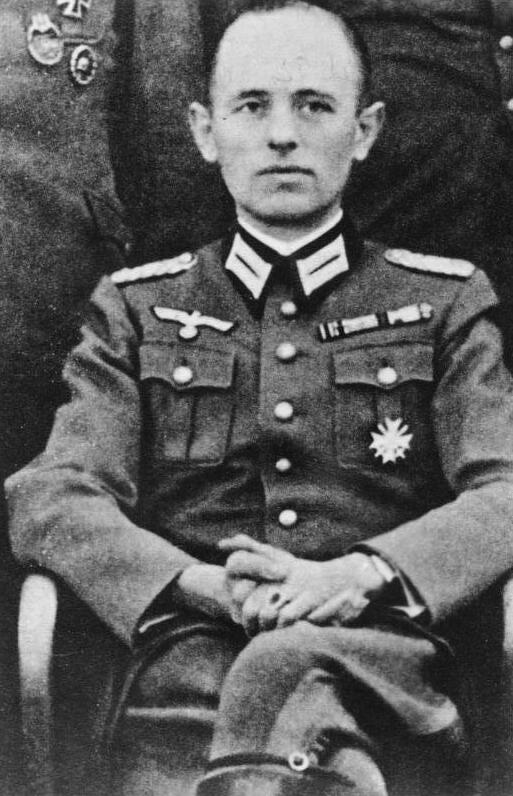
Reinhard Gehlen († 1979)

- 1979: Reinhard Gehlen, deutscher General der Wehrmacht und erster Präsident des Bundesnachrichtendienstes
- 1980: Ernst Busch, deutscher Sänger und Kabarettist, Schauspieler und Regisseur
- 1980: Jenő Gaál, ungarischer Komponist
- 1980: Greta Schröder, deutsche Schauspielerin

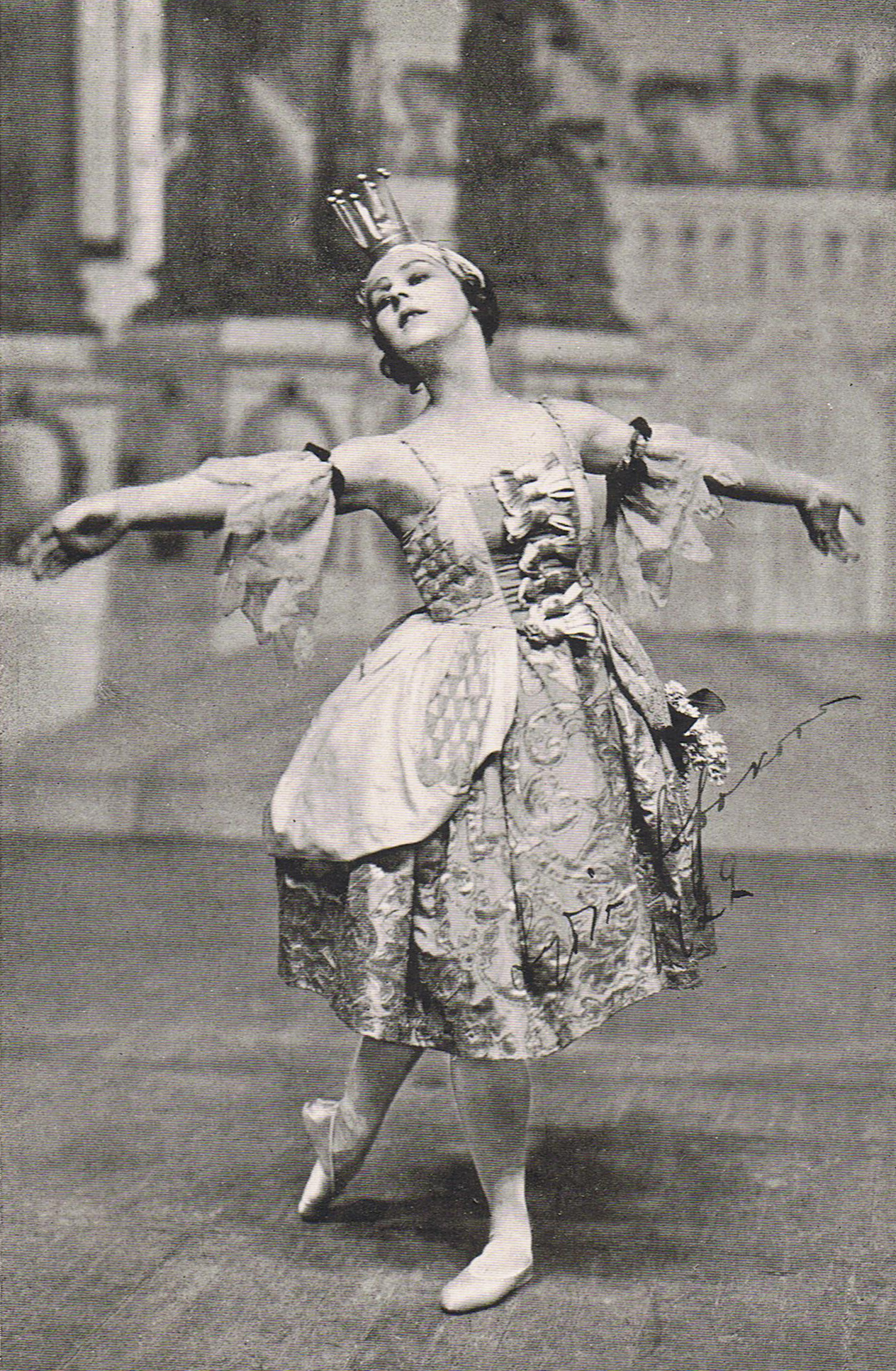
Lydia Lopokova († 1981)

- 1981: Lydia Lopokova, russische Balletttänzerin
- 1983: Pat Driscoll, britischer Automobilrennfahrer
- 1984: Gordon Jacob, englischer Komponist
- 1984: Julius Speer, deutscher Forstwissenschaftler und Wissenschaftsorganisator
- 1986: Roba Stanley, US-amerikanische Old-Time-Musikerin
- 1987: Walter Henkels, deutscher Journalist und Buchautor
- 1988: Sture Hållberg, schwedischer Boxer
- 1988: Yvonne Hubert, kanadische Pianistin und Musikpädagogin
- 1988ː Lotti Ruckstuhl-Thalmessinger, Schweizer Juristin und Frauenrechtlerin
- 1990: José Figueres Ferrer, costa-ricanischer Politiker, Staatspräsident
- 1990: Akaba Suekichi, japanischer Illustrator

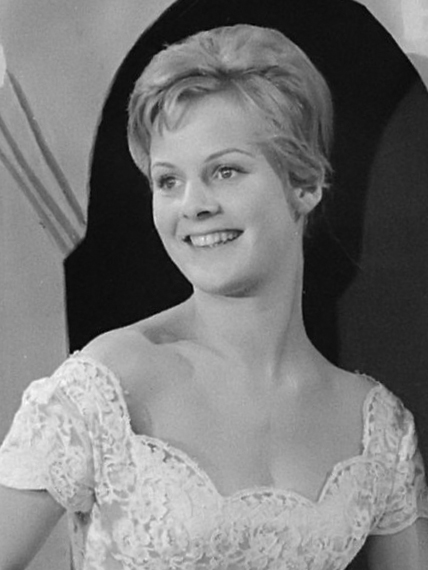
Heidi Brühl († 1991)

- 1991: Heidi Brühl, deutsche Schauspielerin und Sängerin
- 1992: Faradsch Fauda, arabischer Denker
- 1992: Villem Reimann, estnischer Komponist
- 1992: Alfred Uhl, österreichischer Komponist und Dirigent
- 1993: Roberto Caamaño, argentinischer Komponist, Pianist und Musikpädagoge
- 1995: Heinz Lehmann, deutscher Schachspieler
- 1995: Juan Carlos Onganía, argentinischer Militär und Politiker
- 1995: Abdul Rahman Pazhwak, afghanischer Diplomat, Präsident der UN-Generalversammlung
- 1997: Karen Wetterhahn, US-amerikanische Chemikerin
- 1998: Sani Abacha, General und Militärdiktator von Nigeria
- 1998: Hanna Lachertowa, polnische Pianistin und Musikpädagogin
- 2000: Joachim von Elbe, deutscher Jurist und Diplomat
- 2000: Albert Tepper, US-amerikanischer Komponist und Musikpädagoge

### 21. Jahrhundert

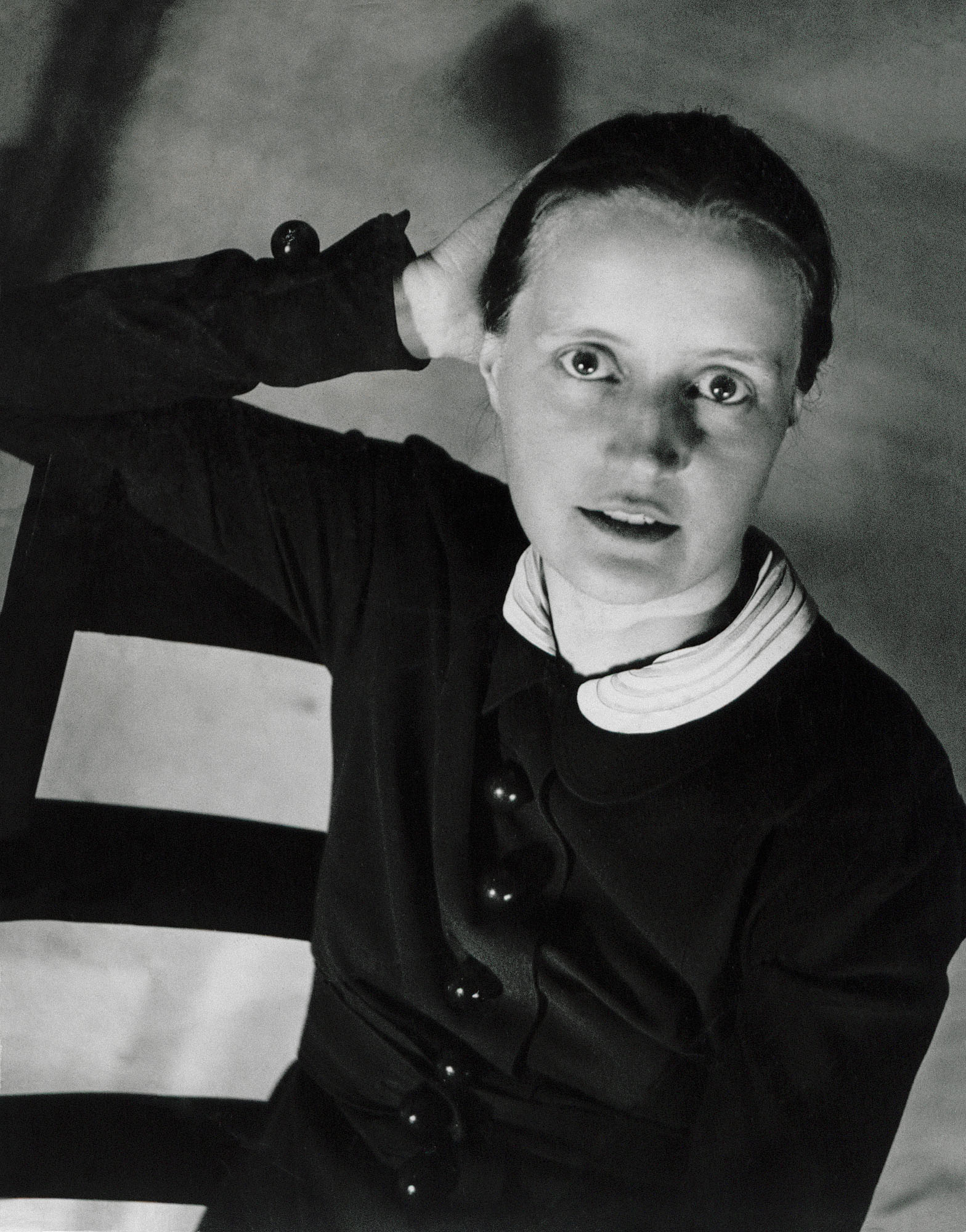
Hedwig Bollhagen († 2001)

- 2001: Hedwig Bollhagen, deutsche Mitbegründerin der HB-Werkstätten für Keramik
- 2001: Clarence A. Forbes, US-amerikanischer Althistoriker
- 2002: Johannes Weidenheim, deutscher Schriftsteller
- 2003: Heinrich Biermann, deutscher Architekt und Politiker
- 2003: Günter Gerlach, deutscher Kirchenmusiker, Schulmusiker und Komponist
- 2005: Erich Schmidt, deutscher Kirchenmusiker
- 2006: Mykola Kolessa, ukrainischer Komponist, Dirigent und Pädagoge

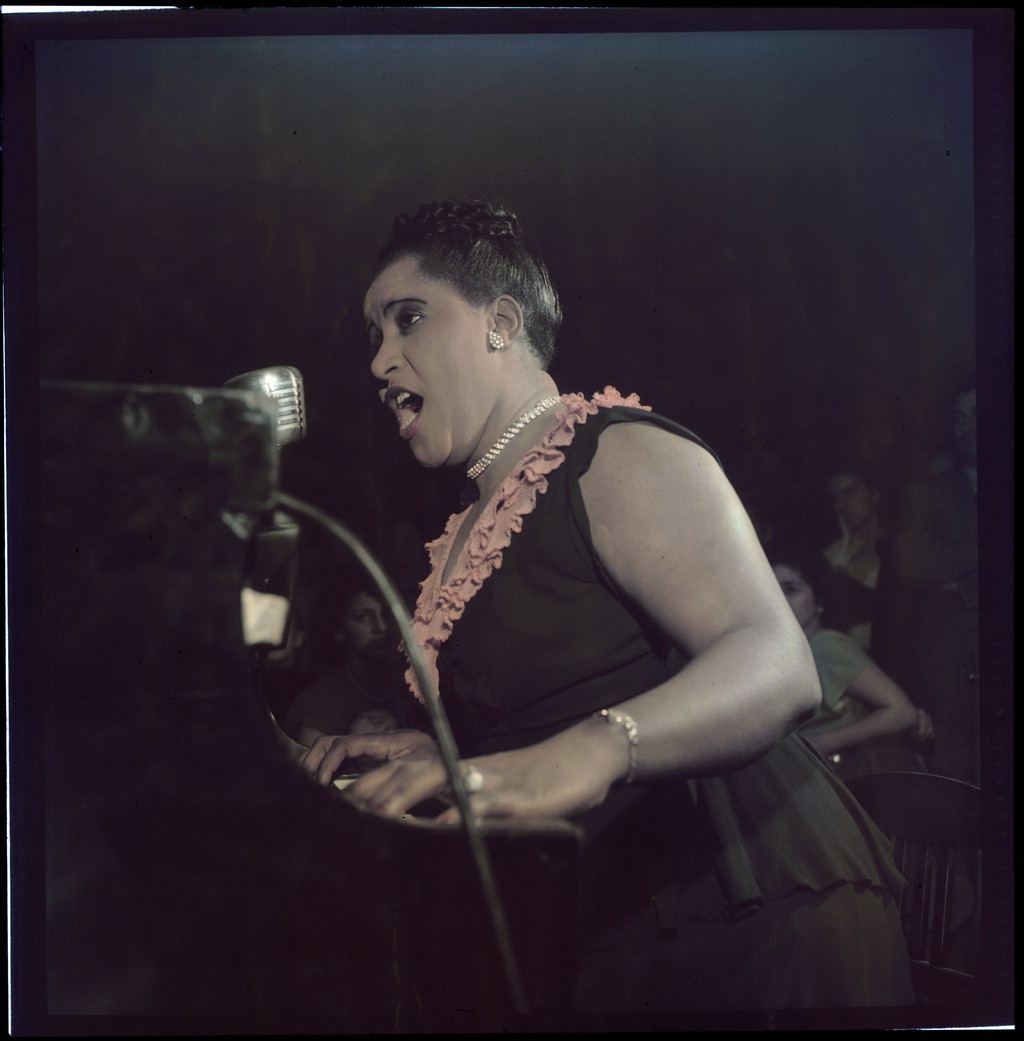
Nellie Lutcher († 2007)

- 2007: Nellie Lutcher, US-amerikanische Sängerin und Pianistin
- 2007: Adrian Pintea, rumänischer Schauspieler
- 2007: Richard Rorty, US-amerikanischer Philosoph
- 2008: Peter Rühmkorf, deutscher Lyriker, Schriftsteller und Essayist
- 2009: Omar Bongo, gabunischer Politiker, Staatspräsident
- 2009: Leo Brawand, deutscher Journalist
- 2009: Hans Brox, deutscher Zivilrechtswissenschaftler, Richter des Bundesverfassungsgerichts
- 2009: Harold Norse, US-amerikanischer Autor und Lyriker
- 2010: Margaret Delacourt-Smith, Baroness Delacourt-Smith of Alteryn, britische Politikerin
- 2010: Porfi Jiménez, venezolanischer Komponist, Arrangeur und Bandleader
- 2011: Anatole Abragam, französischer Physiker
- 2012: Ghassan Tueni, libanesischer Journalist, Herausgeber, Diplomat und Politiker
- 2012: Christiane Weber, deutsche Sängerin und Kabarettistin

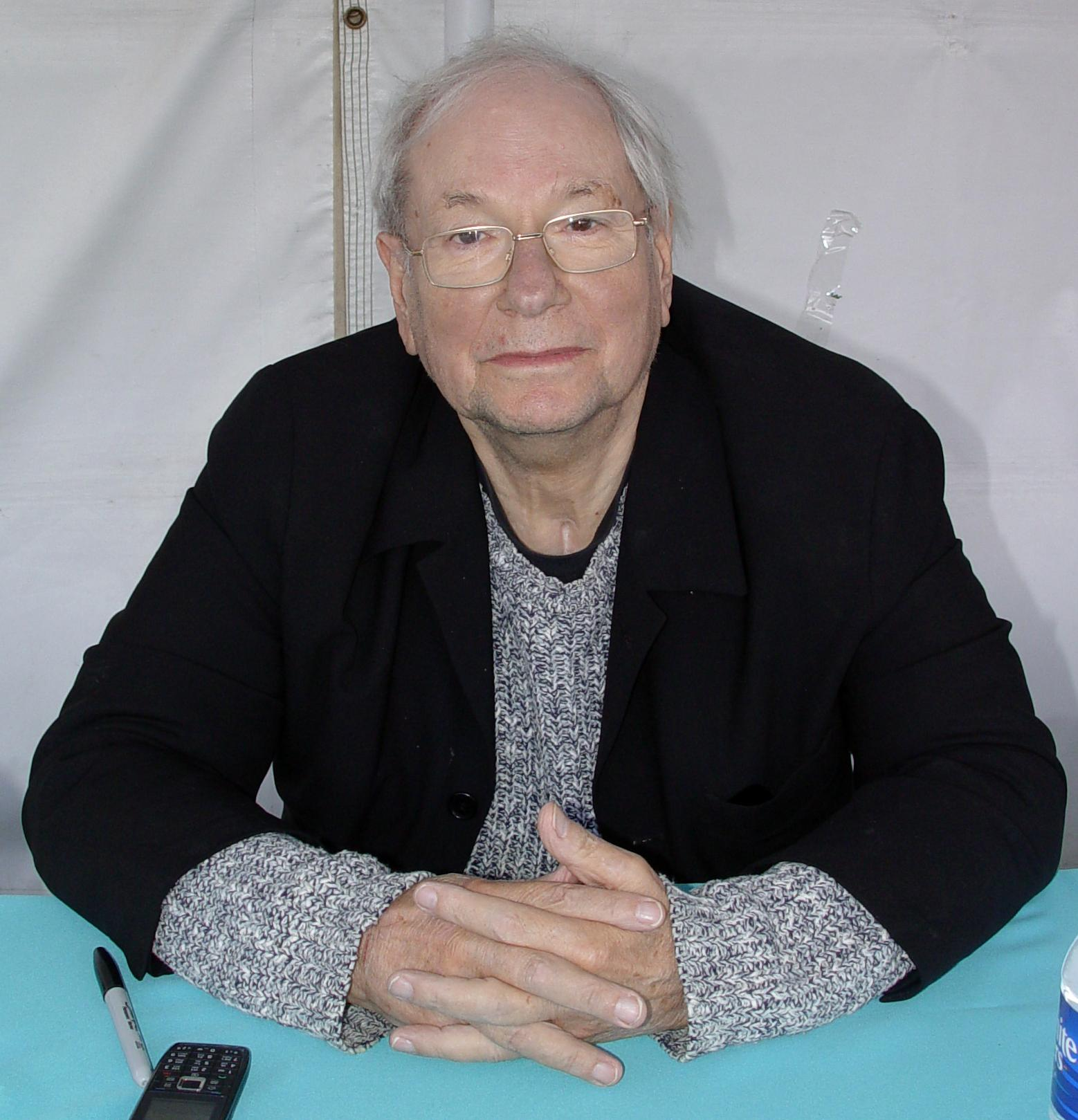
Yoram Kaniuk († 2013)

- 2013: Yoram Kaniuk, israelischer Schriftsteller und Journalist
- 2013: Willi Sitte, deutscher Maler und Grafiker
- 2014: Gloryette Clark, US-amerikanische Filmeditorin und Drehbuchautorin
- 2014: Alexander Imich, US-amerikanischer Chemiker, Parapsychologe und Supercentenarian
- 2015: Paul Bacon, US-amerikanischer Graphiker und Autor
- 2015: Marie-Louise Carven, französische Modedesignerin
- 2015: Edgar Klier, deutscher Maler und Grafiker
- 2016: Pierre Aubert, Schweizer Politiker
- 2017: Miguel d’Escoto Brockmann, nicaraguanischer Priester und Politiker
- 2017: Fred Edward Fiedler, österreichisch-US-amerikanischer Psychologe
- 2017: Ademar Fonseca, brasilianischer Fußballtrainer
- 2018: Anthony Bourdain, US-amerikanischer Koch, Autor und Protagonist von TV-Dokumentationen
- 2018: Maria Bueno, brasilianische Tennisspielerin
- 2018: Eunice Gayson, britische Schauspielerin
- 2018: Jutta Nardenbach, deutsche Fußballerin
- 2019: Abdul Baset Al-Sarout, syrischer Fußballspieler und Widerstandskämpfer
- 2019: Herbert Batliner, liechtensteinischer Jurist, Politiker, Treuhänder und Kunstsammler
- 2019: Gerlind Reinshagen, deutsche Schriftstellerin
- 2020: Klaus Berger, deutscher Theologe
- 2020: Bonnie Pointer, US-amerikanische Sängerin
- 2020: Pierre Nkurunziza, burundischer Politiker
- 2021: Karen Nicolson, britische Marathonläuferin
- 2021: Desanka Pešut, jugoslawische Sportschützin
- 2022: Costică Dafinoiu, rumänischer Boxer
- 2022: Paula Rego, portugiesisch-britische Malerin
- 2022: Andrei Schumilin, russischer Ringer
- 2023: Klaus Beer, deutscher Leichtathlet, Olympiamedaillengewinner
- 2023: Julie Garwood, US-amerikanische Autorin

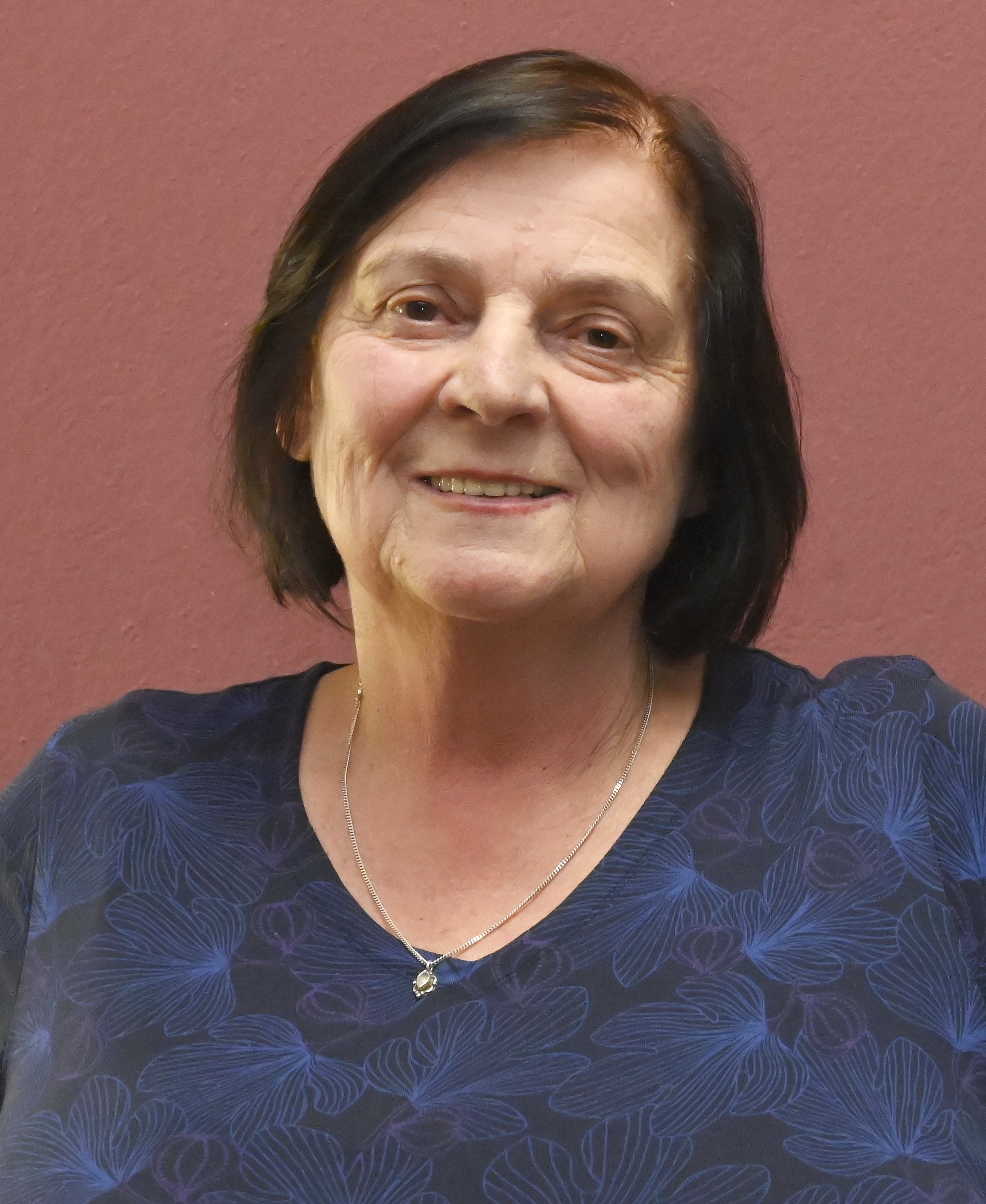
Maria Peschek († 2023)

- 2023: Maria Peschek, deutsche Kabarettistin, Schauspielerin und Bühnenautorin
- 2024: Klaus Töpfer, deutscher Politiker, Umweltminister und Generaldirektor des Umweltprogramms der Vereinten Nationen
- 2025ː Ewa Dałkowska, polnische Schauspielerin
- 2025ː Nina Kuscsik, US-amerikanische Marathonläuferin
- 2025: Carlo von Tiedemann, deutscher Schauspieler und Fernsehmoderator

## Feier- und Gedenktage
- Kirchliche Gedenktage:
  - Maria vom Göttlichen Herzen, Ordensschwester in der Kongregation der Schwestern vom Guten Hirten (katholisch)
  - August Hermann Francke, deutscher Theologe und Anstaltsgründer (evangelisch)
  - Hermann Bezzel, deutscher Anstaltsleiter (evangelisch)
  - Hl. Medardus von Noyon, Missionar, Bischof und Schutzpatron (katholisch)
- Gedenktage internationaler Organisationen
  - Tag des Meeres (UNO) (seit 1992)

Weitere Einträge enthält die Liste von Gedenk- und Aktionstagen.